# Escultura de l'Hospital de la Santa Creu i Sant Pau

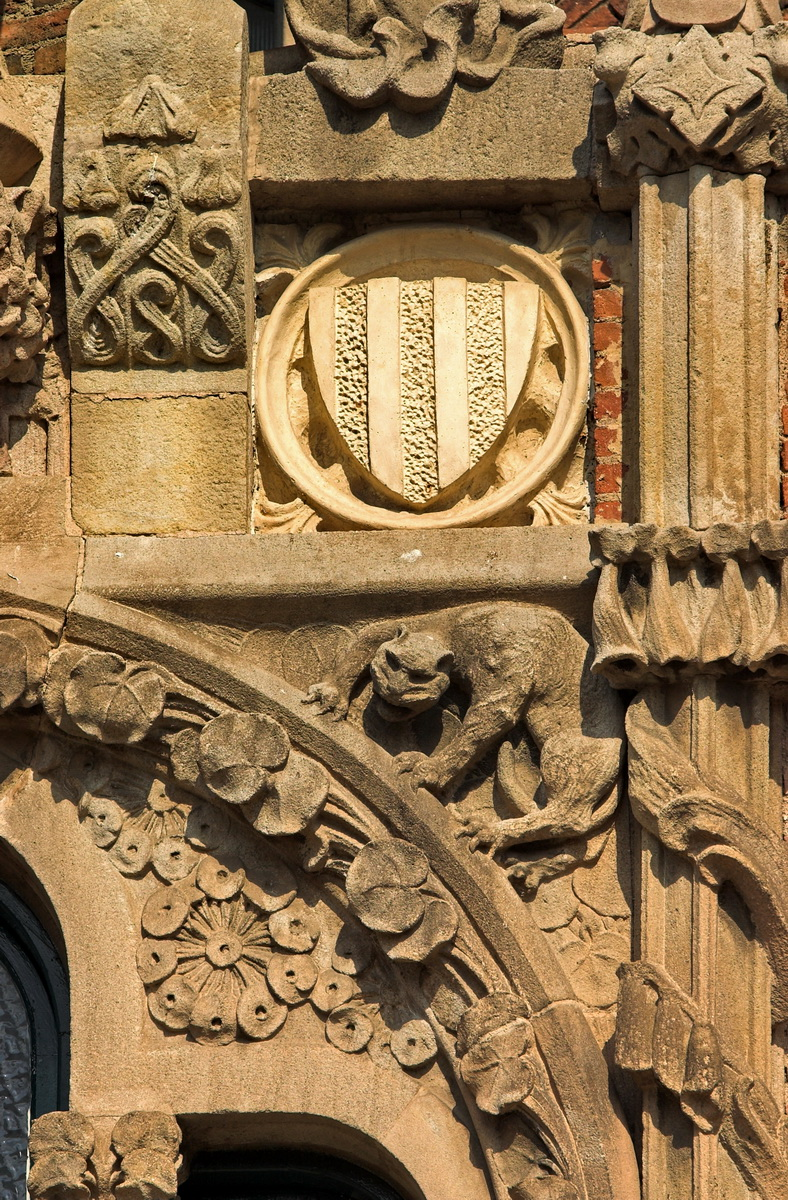
Composició escultural a la portalada del pavelló de la Mercè. Heràldica, filigrana animals i detalls florals combinats

L'escultura del recinte modernista de l'Hospital de la Santa Creu i Sant Pau de Barcelona és un extens conjunt d'obres que té un paper fonamental en el desplegament iconogràfic desitjat per Pau Gil, mecenes de l'hospital, interpretat i dissenyat per Domènech i Montaner. Els dos artistes clau en aquesta interpretació varen ser Eusebi Arnau i el seu alumne Pau Gargallo, a més de la participació de Francesc Modolell.
L'Hospital de la Santa Creu i Sant Pau és un conjunt modernista situat a Barcelona, projectat per l'arquitecte Lluís Domènech i Montaner i construït entre 1902 i 1930 en una primera fase pel mateix Domènech i Montaner i en una segona, a partir de 1920, pel seu fill Pere Domènech i Roura.
Domènech i Montaner va gaudir d'una llibertat absoluta en el disseny, la construcció i la decoració de l'hospital. Això li va permetre fer un ampli desplegament de tots els coneixements acumulats al taller del Castell dels Tres Dragons creat després de l'Exposició Universal de Barcelona (1888) on va comptar amb artesans que col·laborarien amb ell a l'hospital de Sant Pau com Eusebi Arnau o la fàbrica Pujol i Bausis. D'altra banda, havia fet una primera aplicació dels seus estudis sobre temes higienistes a l'Institut Pere Mata de Reus, un disseny que va aprofitar en bona part en aquest cas, així com en l'ús de la ceràmica i mosaic per raons ornamentals i sanitàries. L'escultura, menys desenvolupada en el cas de Reus, va adquirir a l'hospital de Sant Pau una importància iconogràfica clau. Domènech va aprofitar el caràcter religiós de la institució que havia de gestionar l'hospital per a desplegar tota una iconografia que donés cobertura a les diferents sensibilitats dels hospitals històrics que formaven la institució i remarqués el caràcter benèfic del nou hospital. El domini que tenia de la simbologia cristiana i de l'heràldica li va permetre ser l'autor dels dissenys fins als més mínims detalls.

## Els artistes
Domènech havia conegut Eusebi Arnau al taller-estudi del Castell dels Tres Dragons quan l'escultor tenia vint-i-quatre anys i ja havia col·laborat amb ell a la Fonda Espanya. Quan va ser contractat a l'hospital el 1905, Arnau ja treballava a la Casa Amatller i el nombre d'encàrrecs que tenia degut a la seva fama li impossibilitava atendre tota l'obra de l'hospital de Sant Pau, i Domènech va contractar a Pau Gargallo, qui havia estat deixeble d'Arnau.
Arnau va ser el responsable de les peces que els contractes descriuen com «imatges de 2 metres i d'1,5 a 2 metres», és a dir, les figures exemptes de personatges històrics que envolten l'edifici d'administració i les dels sants patrons dels diferents pavellons. També és l'autor de l'escut central de la façana principal i del que hi ha al pavelló d'operacions. Gargallo va dissenyar totes les figures ornamentals i les que decoren el cos central de l'edifici d'administració i la torre del rellotge. També són seus els panells amb les obres de misericòrdia que hi ha a l'escala d'honor a nivell del primer pis i les imatges i l'escut que hi ha al saló d'actes.
D'altra banda l'escultura arquitectònica i decorativa que omple cada racó dels pavellons és obra de Francesc Modolell.
La pedra, com a la majoria de construccions de l'època, provenia de la pedrera de Montjuïc, si bé es va fer servir pedra nummulítica de Girona per certes parts amb molt desgast com els esglaons de les escales.

## Figures històriques

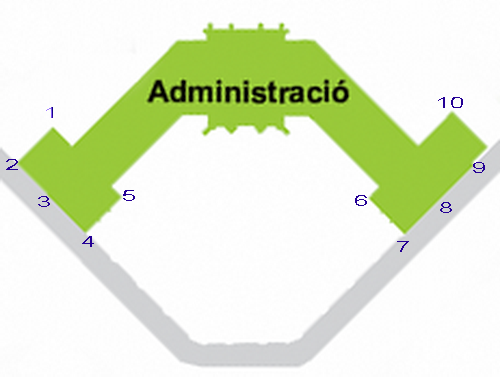
Plànol d'ubicació de les escultures a l'exterior

A les cantonades dels cossos laterals de l'edifici d'administració hi ha deu figures de dos metres col·locades sota dosseret sense cap inscripció que les identifiqui. La selecció de personatges va ser feta per Domènech, i barreja personatges catalans vinculats amb la història de l'antic Hospital de la Santa Creu de Barcelona amb dues figures religioses, santa Eulàlia i santa Margarida, que eren l'advocació de dos dels hospitals fundadors. A diferència de la resta de figures ubicades a les cantonades de l'edifici, aquestes dues ocupen el centre de la paret i s'ubiquen sobre sengles escuts de l'hospital.
Són totes obres d'Arnau qui va fer un dibuix i modelatge de les figures en un estil realista amb inspiració en el seu mestre Venanci Vallmitjana i Barbany i en l'escola monumental del segle XIX; l'expressivitat, el moviment de la roba i uns rostres realistes són característiques identificatives d'aquesta sèrie.

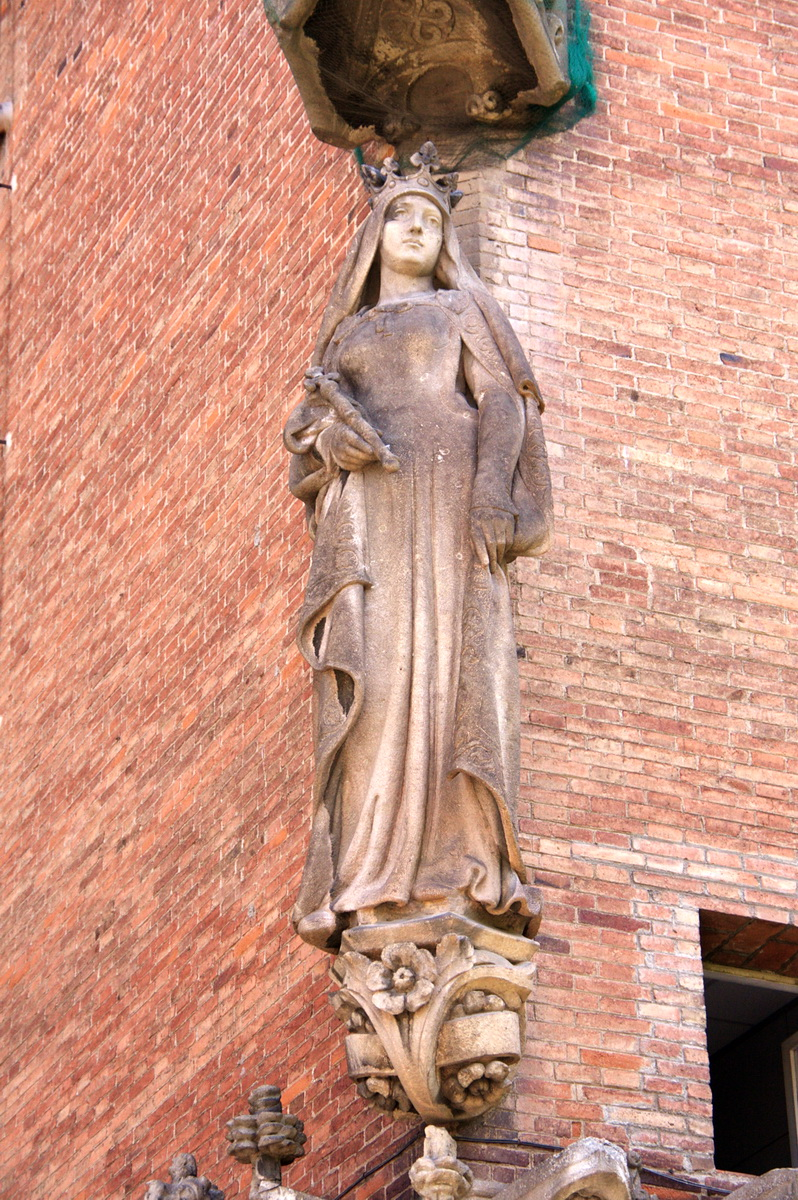
1-Elisabet de Nimes, esposa del comte Ramon Berenguer I. Arnau va fer el rostre com la Immaculada de Vallmitjana
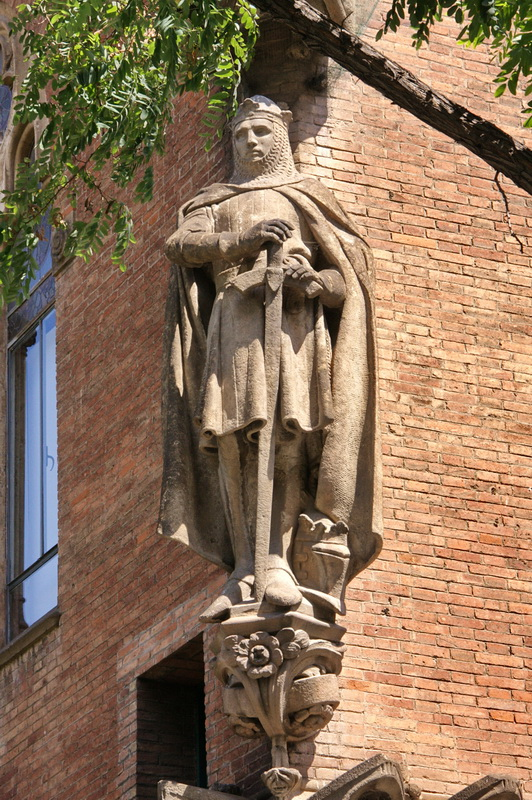
2-Ramon Berenguer I, amb la seva esposa va impulsar l'hospital de Santa Eulàlia el 1041
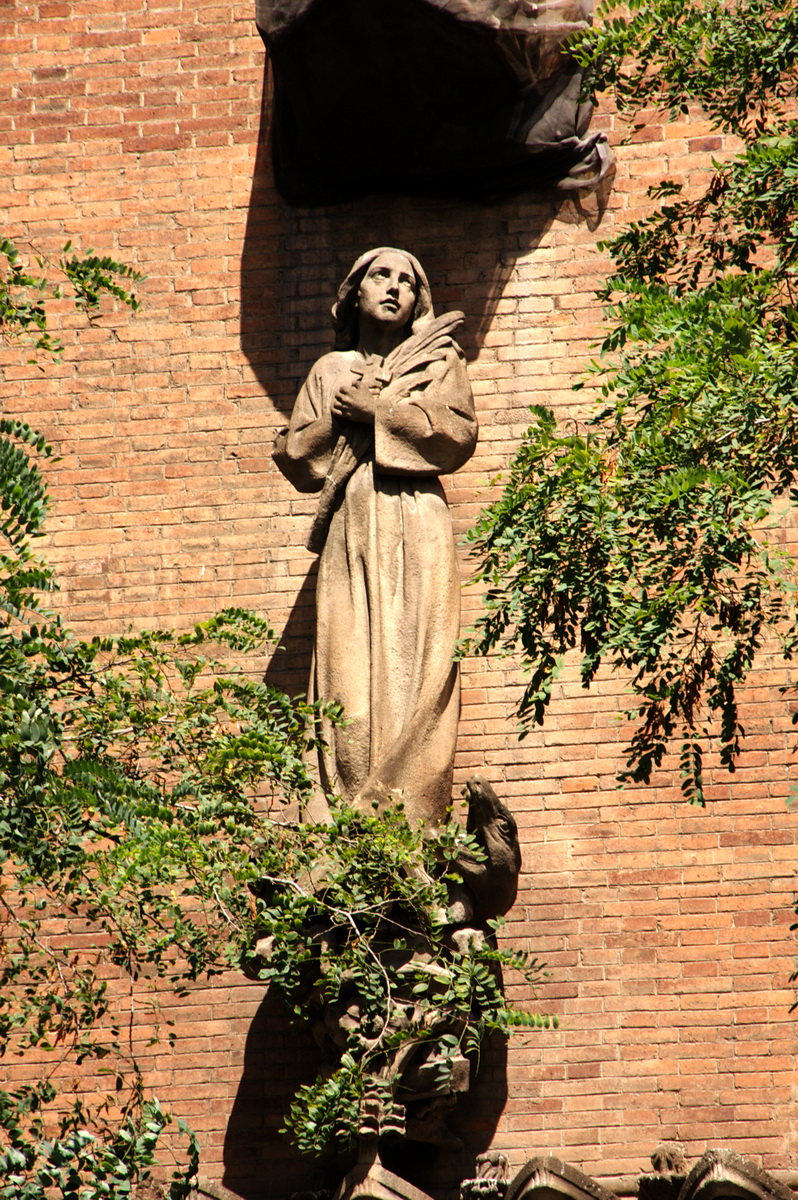
3-Santa Margarida
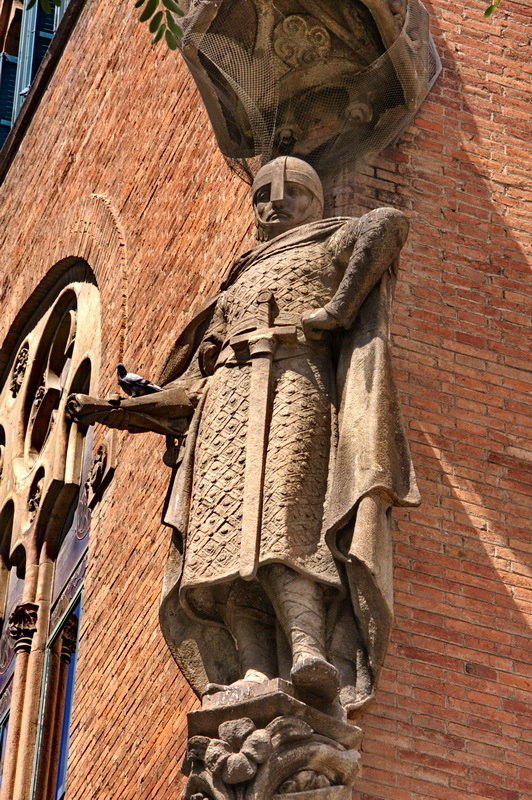
4-Ramon Berenguer III va morir el 1131 a l'hospital de la Santa Creu i Santa Eulàlia.
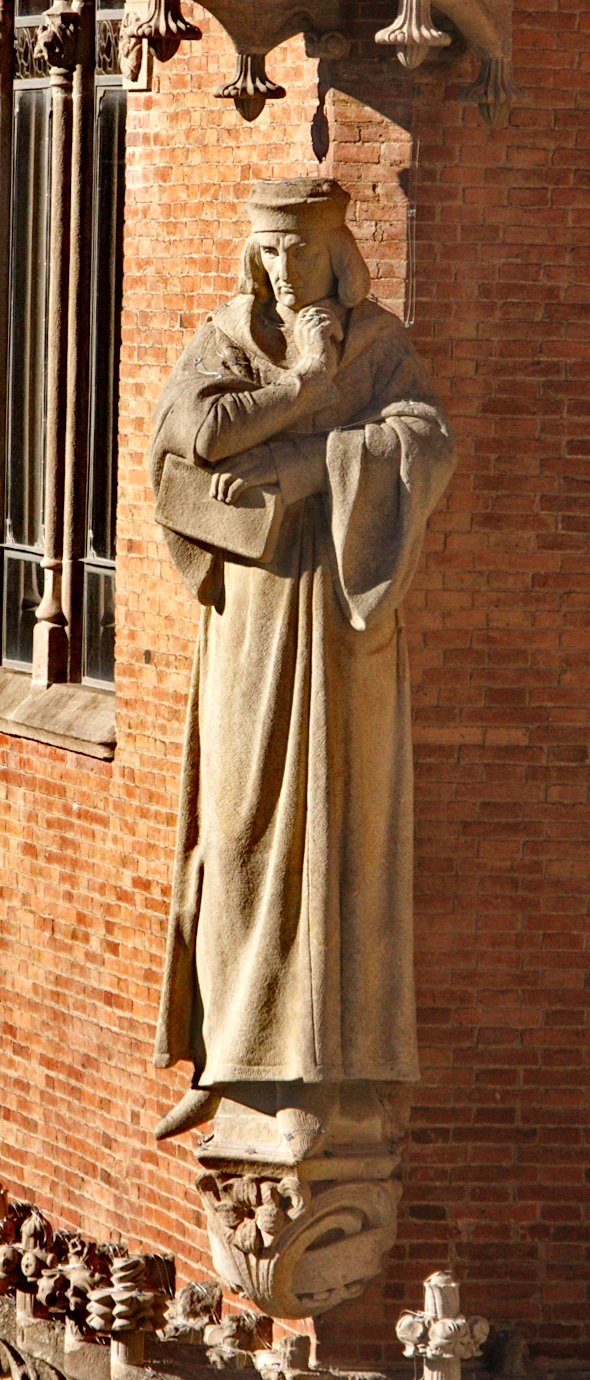
5-Arnau de Vilanova, metge català

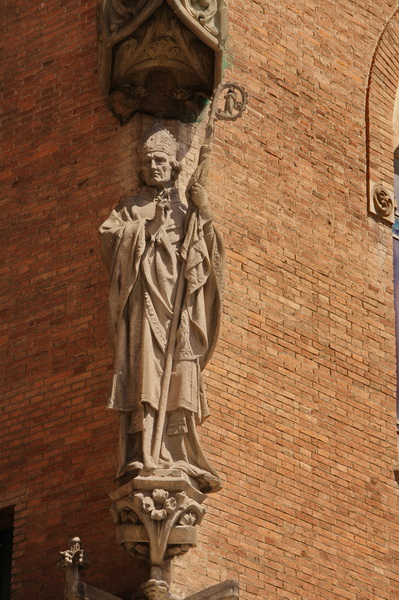
6-Bisbe Joan Ermengol, impulsor de la fusió dels hospitals el 1401
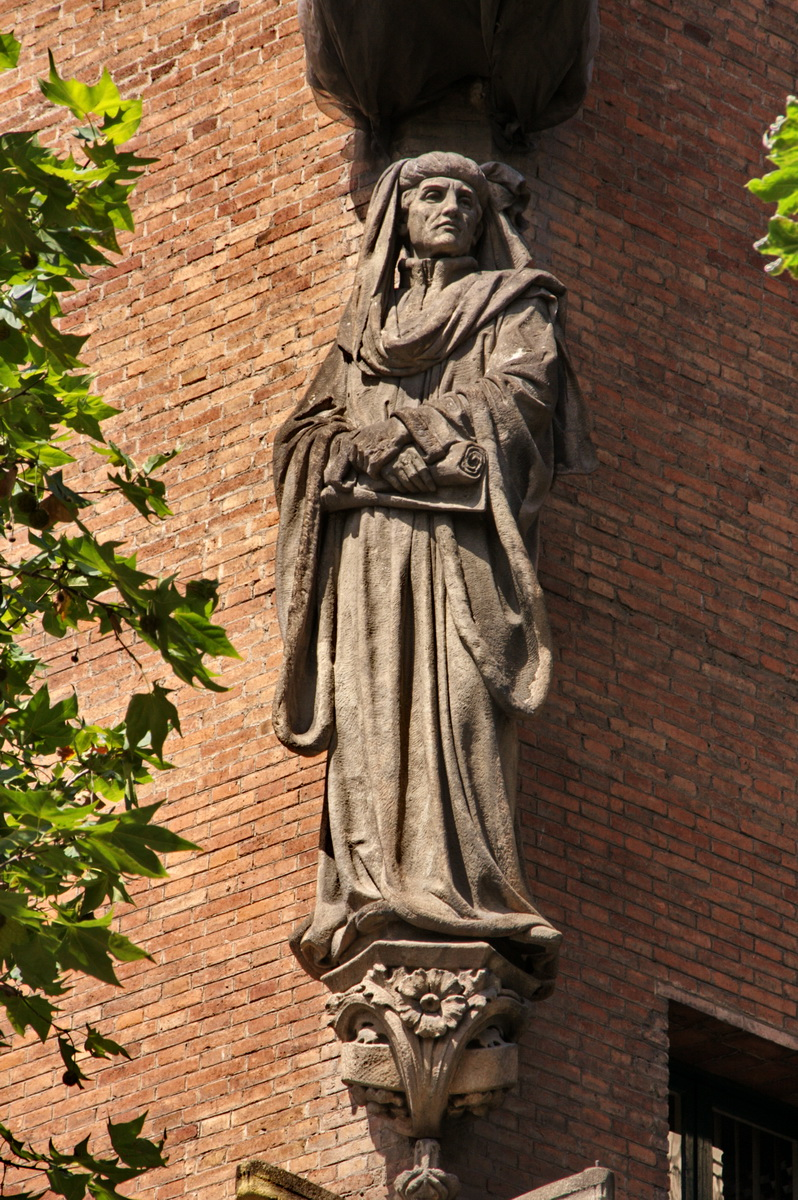
7-Joan Fivaller, conseller de Barcelona al segle xv. La imatge és similar a la ubicada a l'Ajuntament de Barcelona
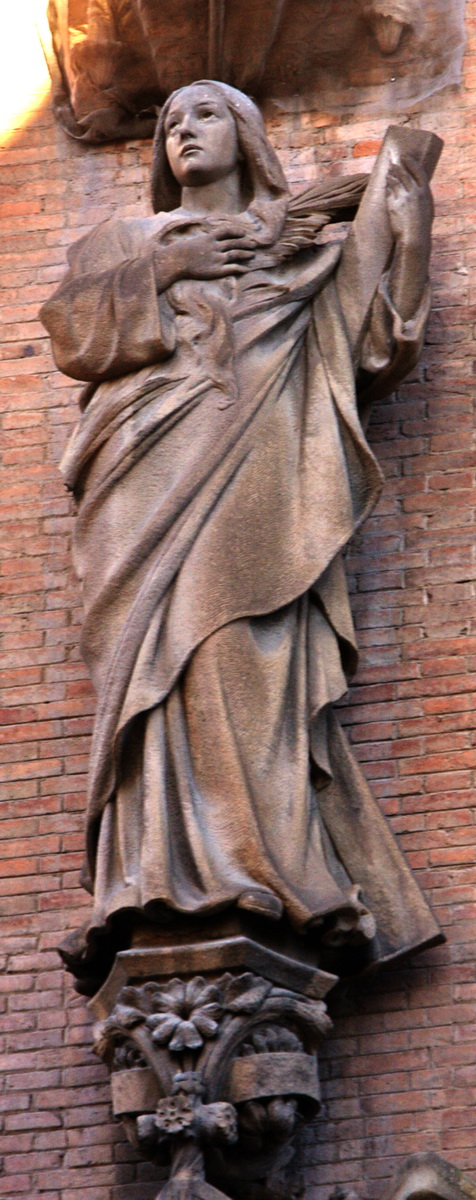
8-Santa Eulàlia, patrona de Barcelona i d'un dels hospitals
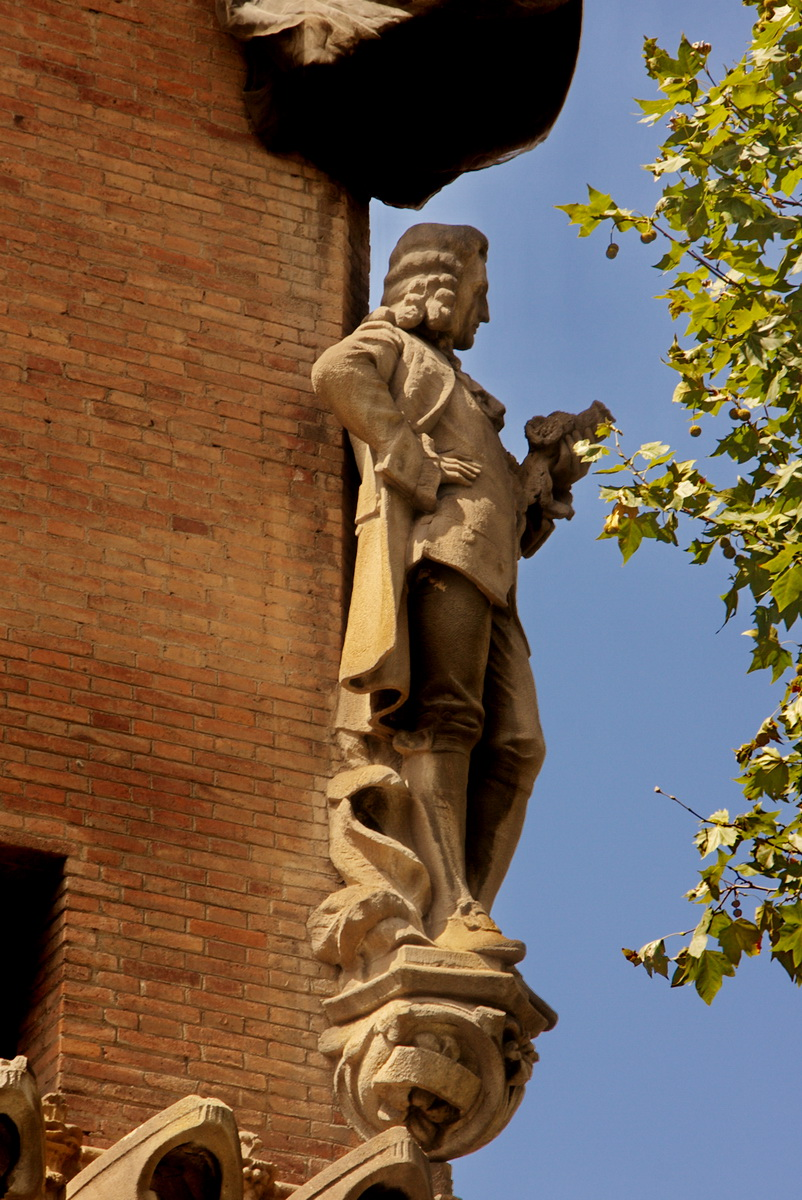
9-Jaume Salvador fundador del primer jardí botànic. Imatge similar a la d'Alentorn al museu Martorell
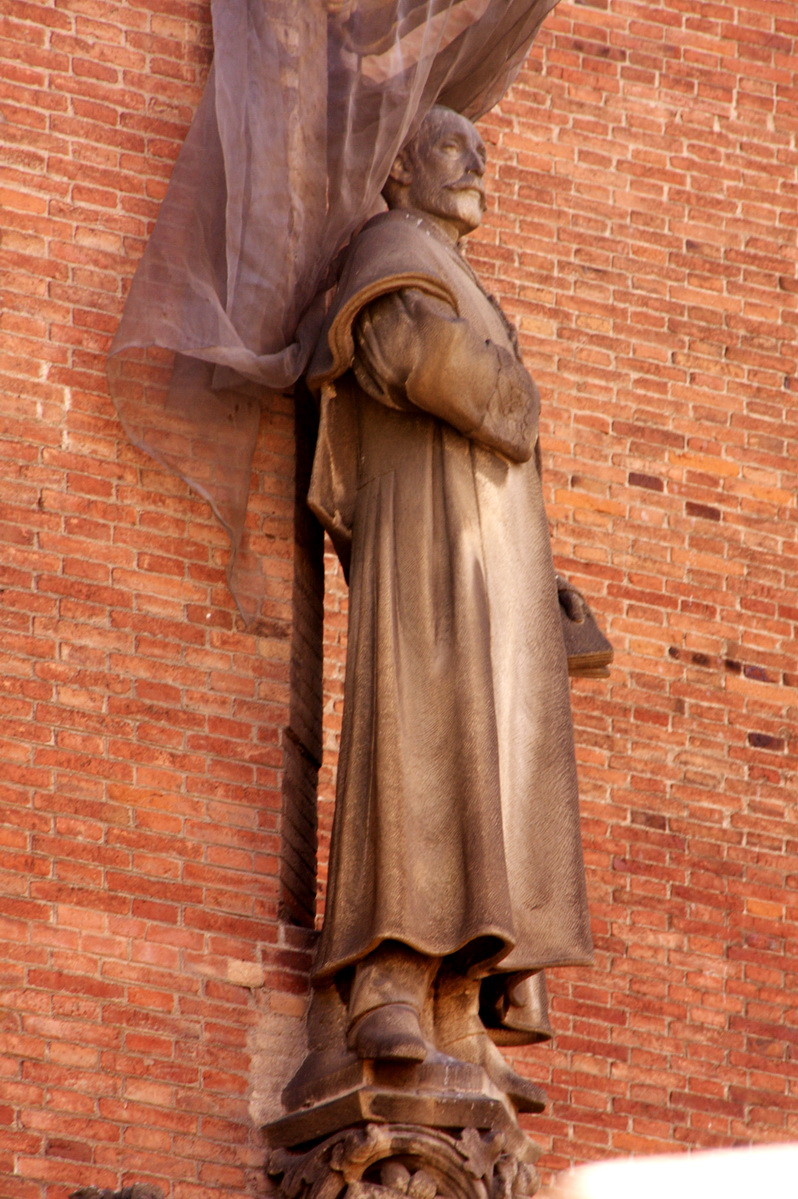
10-Doctor Robert, alcalde de Barcelona i metge titular de l'hospital de la Santa Creu

## Sants patrons

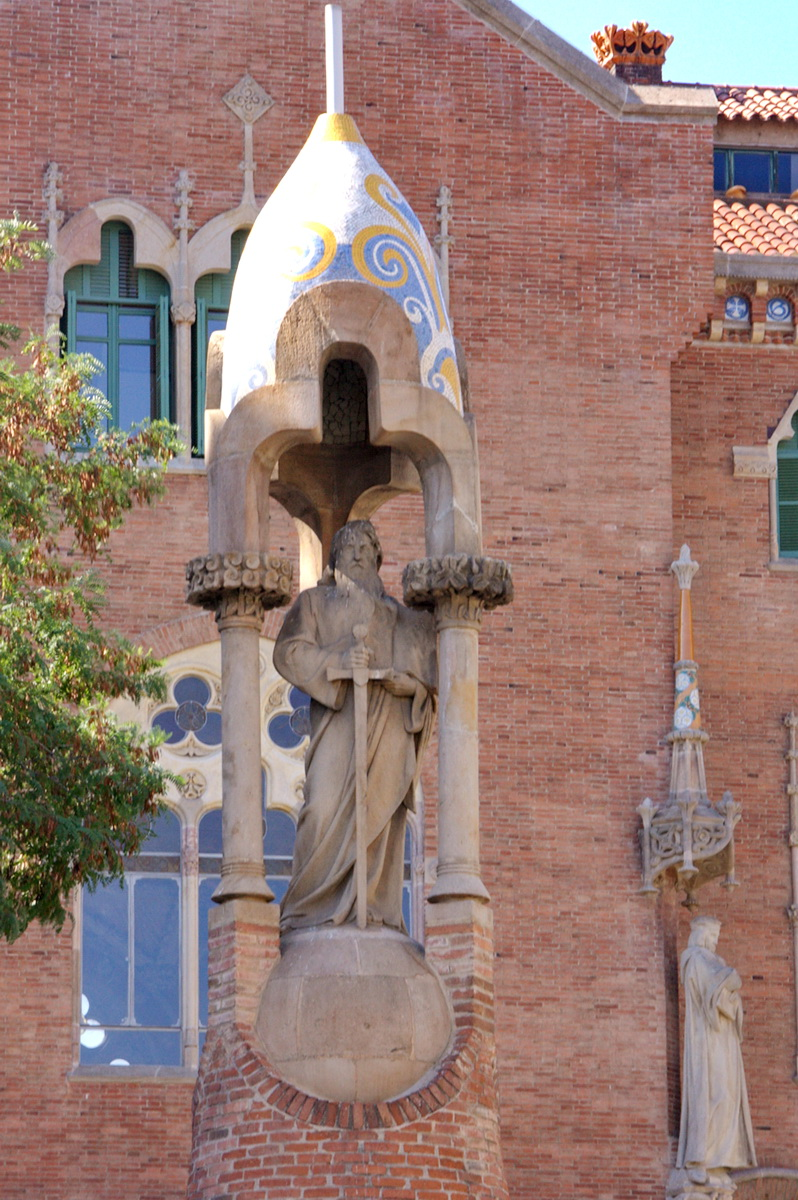
Sant Pau

El sant patró principal, Sant Pau, només apareix com a imatge al templet que hi ha al costat de ponent de la reixa d'entrada al recinte. És més nombrosa la representació de Sant Pau a través dels seus atributs: el llibre i l'espasa, que apareixen recollits en molts escuts en combinació amb els atributs de l'hospital.
Les figures de Sant Martí i Sant Jordi estan repetides, en mosaic i en pedra. Els relleus en pedra es troben ocupant dos timpans neogòtics sobre portes. La imatge de Sant Jordi, patró de Catalunya, es troba sobre la part interior de la porta d'entrada al saló d'actes. Se'l representa muntat a cavall matant el drac amb una pica; està coronat amb un escut de Barcelona amb elm i rematat amb un ratpenat. El conjunt està flanquejat per dos macers sota dosseret. La imatge en pedra de Sant Martí, patró de Catalunya a l'edat mitjana, es troba sobre la porta d'accés al soterrani que hi ha al vestíbul principal, just sota l'escala d'honor. Igual que la de Sant Jordi, està custodiada per dues escultures sobre pilars, que representen, en aquest cas, dos germans hospitalaris, dels que tenien cura de l'hospital. La iconografia respon al patronatge de Sant Martí amb els pobres que, juntament amb els germans hospitalaris, simbolitzava la vocació benèfica de la institució.
La resta d'imatges de sants o de la mare de Déu del recinte es troben a la façana principal i sobre la porta d'entrada de cada pavelló d'infermeria al qual donen nom. També hi ha una imatge de Santa Eulàlia i Santa Margarida d'Antioquia dins del grup de personatges històrics que envolten el pavelló d'administració. Aquestes imatges cal vincular-les a l'advocació de dos dels hospitals històrics fusionats el 1401.
A la façana principal, a l'altura del segon pis i a banda i banda de l'escut central, hi ha sis imatges que representen sants protectors; n'hi ha tres de masculins a la banda de llevant: Sant Josep, Sant Jaume i Sant Joan Baptista, i tres de femenines a ponent: Santa Teresa, Santa Anna i Santa Caterina de Siena. Val a dir que Sant Josep, Santa Teresa i Santa Anna tornen a figurar als pavellons d'infermeria. Domènech va manifestar també aquí la separació de sexes que regia a l'hospital. Són alts relleus sota dosseret i amb un fons de mosaic groc que recorda als daurats dels retaules. Al costat de cada grup escultòric hi ha un àngel sota dosseret d'estil realista. Totes les figures són obra de Pau Gargallo.

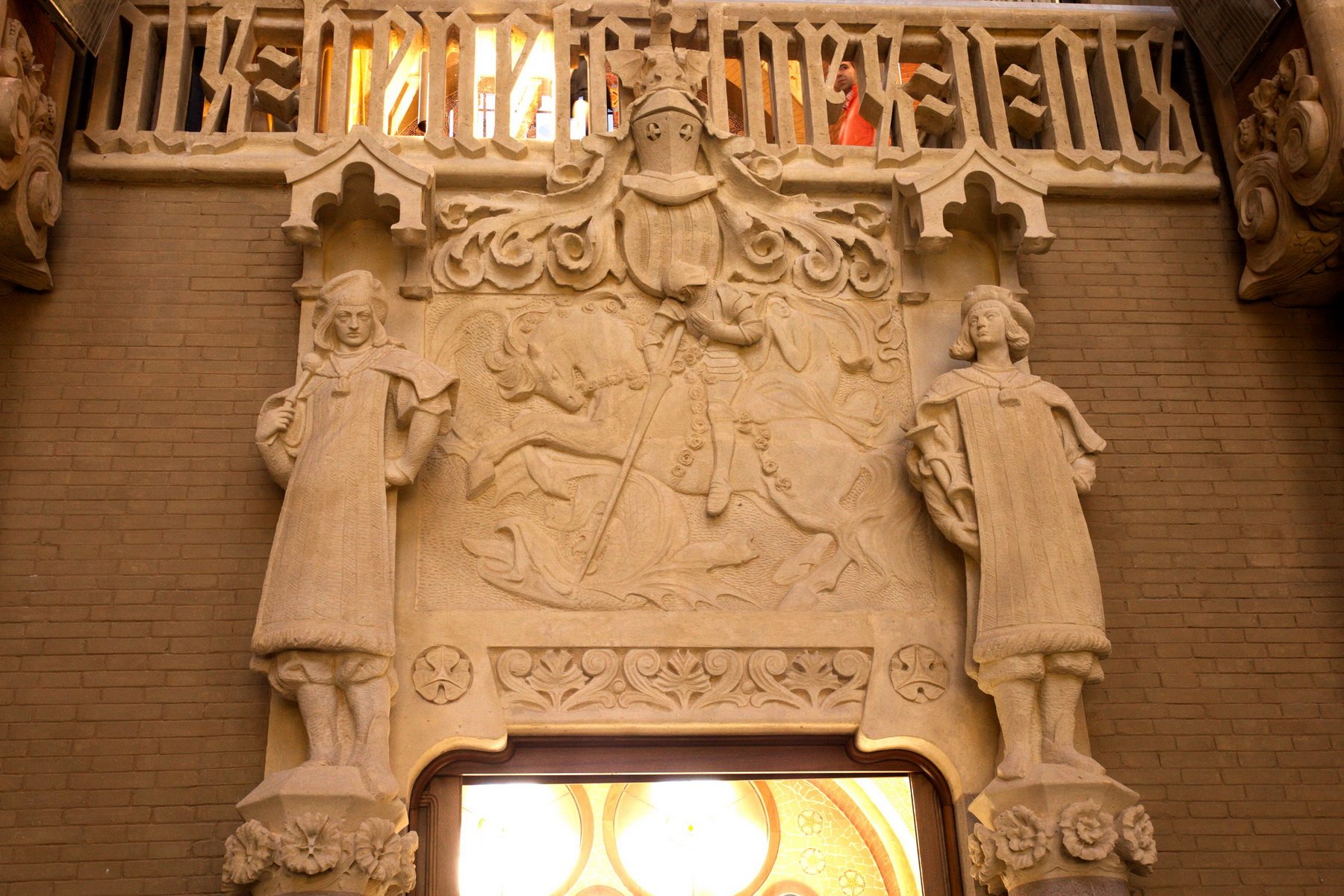
Sant Jordi
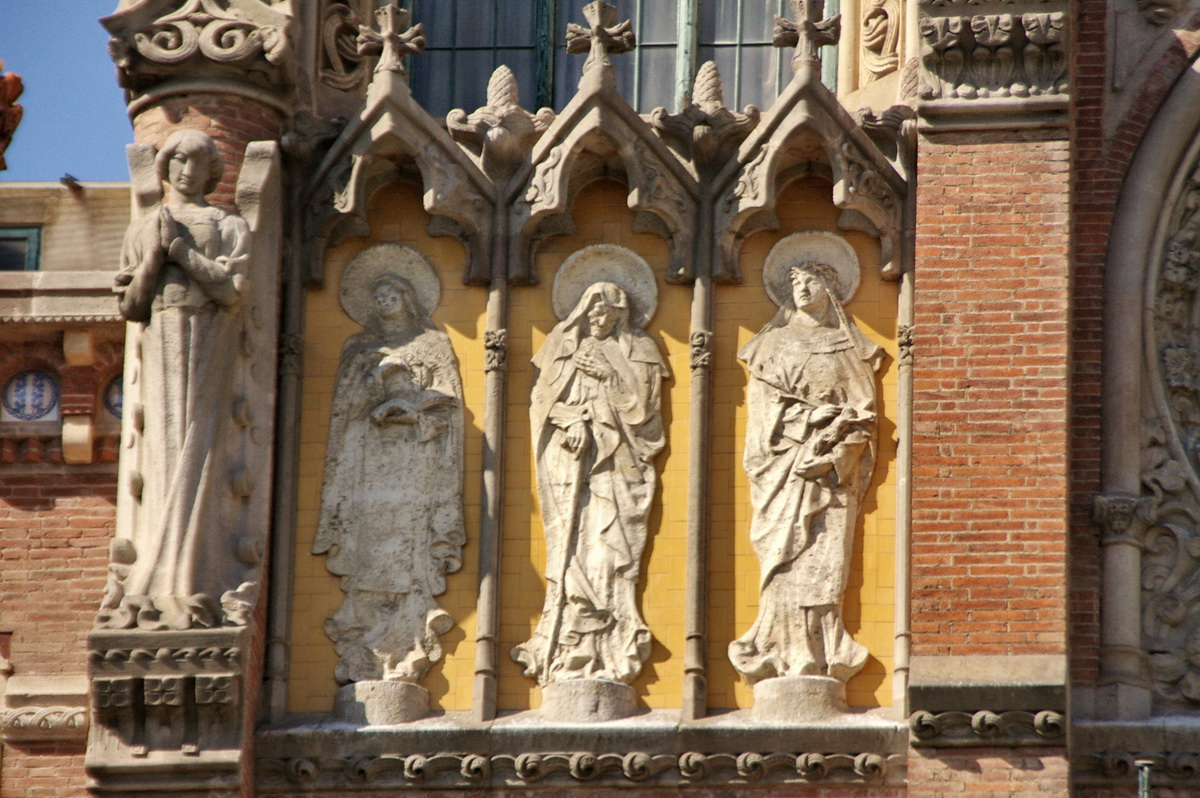
Santa Teresa, Santa Anna i Santa Caterina
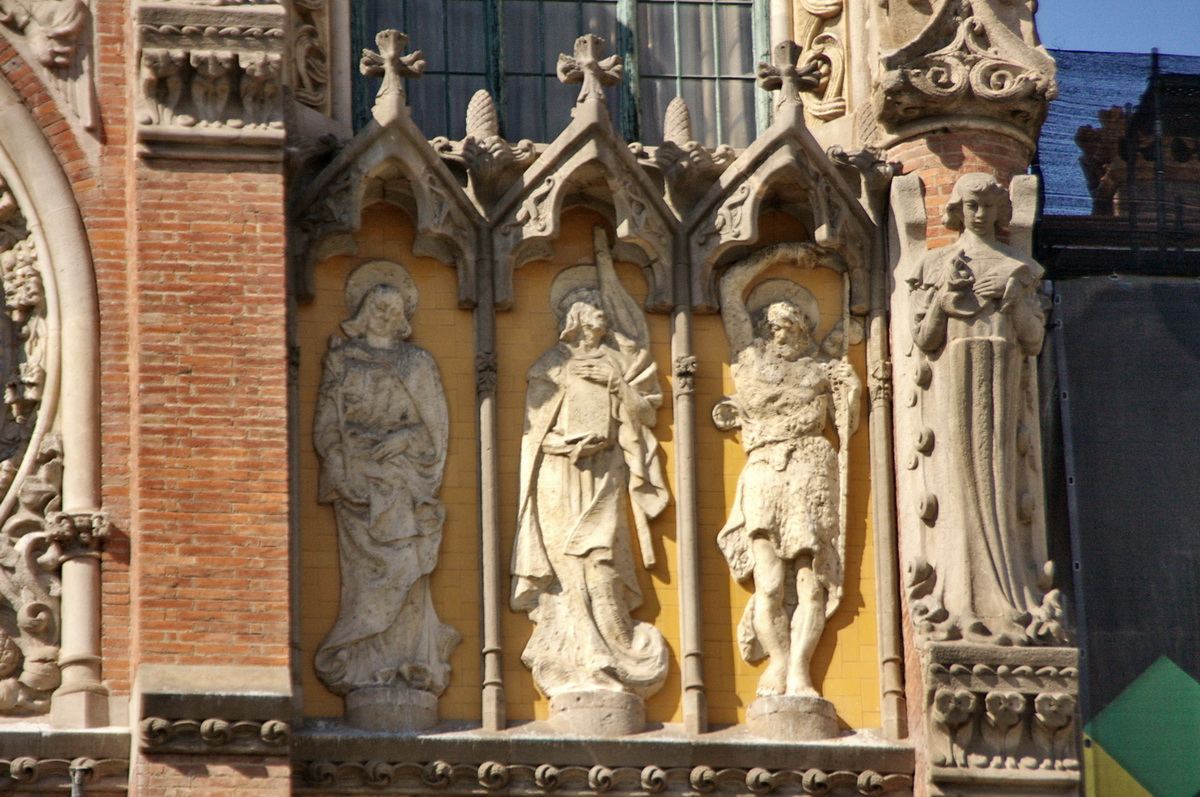
Sant Josep, Sant Jaume i Sant Joan

A cada pavelló d'infermeria hi ha una imatge del personatge religiós que li dona nom. L'estructura de la façana que dona a l'avinguda central del recinte consta de tres cossos: un de central situat una mica més enrere que els dos laterals, formats per la torre d'aigües i la sala de dia, ambdues de planta circular.

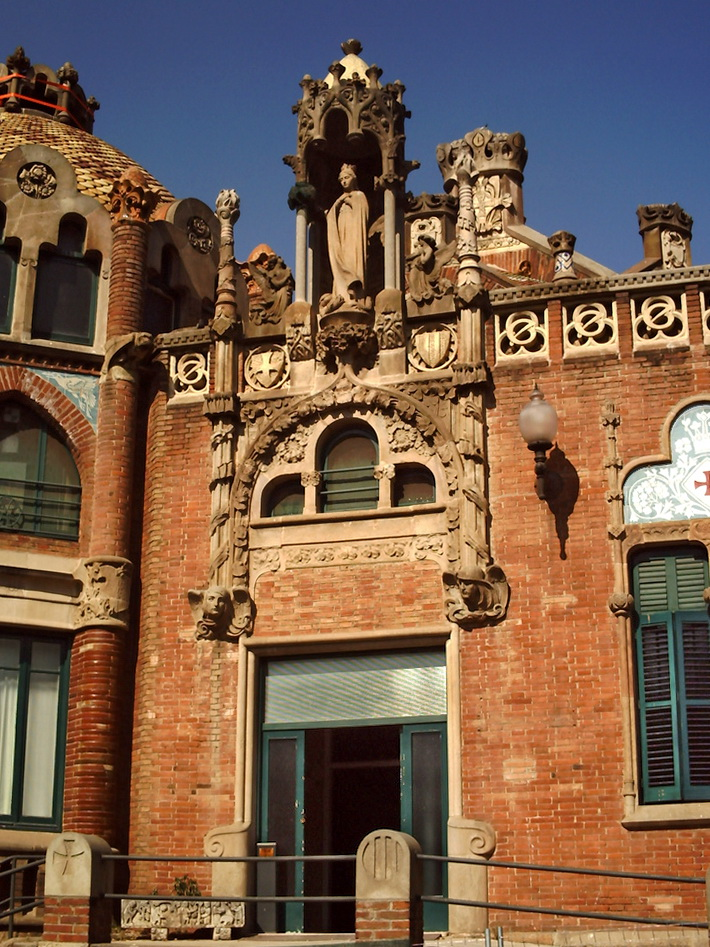
Frontispici d'un pavelló

La secció central té la porta d'accés, i al seu costat una finestra sobre la qual hi ha un terrat amb barana de traceria. Sobre la porta hi ha un frontispici en pedra amb una petita finestra tripartida encaixada dins d'un arc conopial, com si fos el timpà de la porta; als carcanyols la decoració és floral o zoomòrfica, la dovella central està rematada amb un floró que té un escut a cada costat i que estan al mateix nivell que la barana del terrat. Sobre seu, és a dir sobresortint del cos de l'edifici, s'aixeca un templet de pedra que allotja la imatge del sant o de la Verge al qual està dedicat el pavelló. El templet, sustentat en dos fins pilars de pedra nummulítica, té un treball en pedra molt elaborat amb decoracions florals, falses gàrgoles zoomòrfiques i amb trencadís a la teulada. A cada banda del templet, hi ha dos àngels orants agenollats mirant cap al sant protector. Tot el conjunt està emmarcat per uns pinacles decoratius que arranquen a nivell de la porta i estan acabats en una torxa a la part superior i amb un cap d'àngel, de querubí o de personatge civil, envoltats de fulles a la banda inferior. Les escultures de tots els sants i Verges són d'Eusebi Arnau i el templet, els àngels orants i els caps de querubins al costat de la porta són obra de Gargallo.
A la façana posterior de la majoria de pavellons hi ha una estructura similar, a vegades més senzilla i a vegades amb un balcó petri i escuts heràldics que poden tenir un segon sant.
Els pavellons del costat de llevant eren dedicats als homes i tenen noms de sants masculins: Sant Salvador (i Sant Joan de Déu, fundador dels germans hospitalaris); Sant Leopold, en honor del marmessor Leopold Gil i Llopart (i Sant Josep); Sant Rafael, pel mecenatge de Rafael Rabell; al pavelló de Sant Manuel, tot i que hi ha la imatge del sant, no hi existeix l'estructura descrita per als anteriors. La resta de pavellons del costat llevant són posteriors i menys historiats. Pel que fa als pavellons de les dones, els de ponent, estan dedicats a: la Puríssima (i Santa Margarida); la mare de Déu del Carme (i Santa Teresa); la mare de Déu de la Mercè (i Santa Anna); la mare de Déu de Montserrat (i Santa Rosa de Lima). Fora de l'avinguda principal, però encara d'estil modernista, hi ha el pavelló de l'Assumpció amb una segona escultura de Sant Lluís.

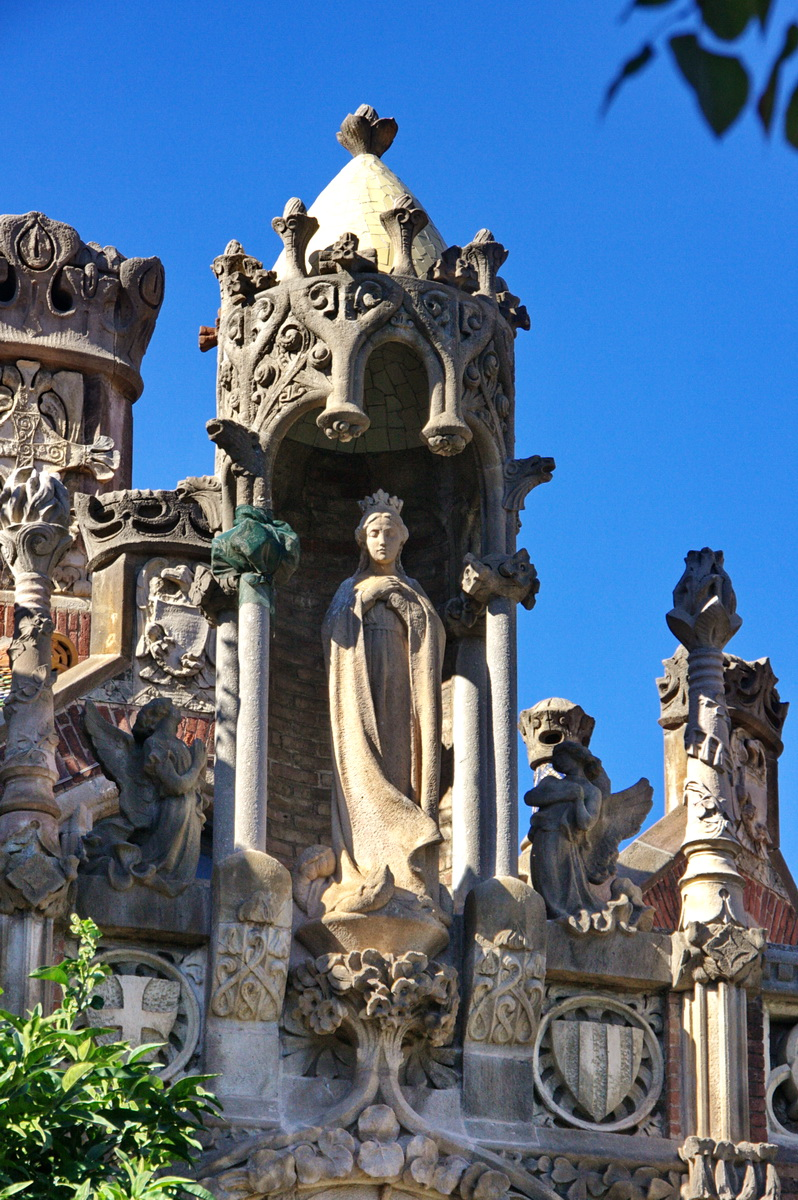
La Puríssima
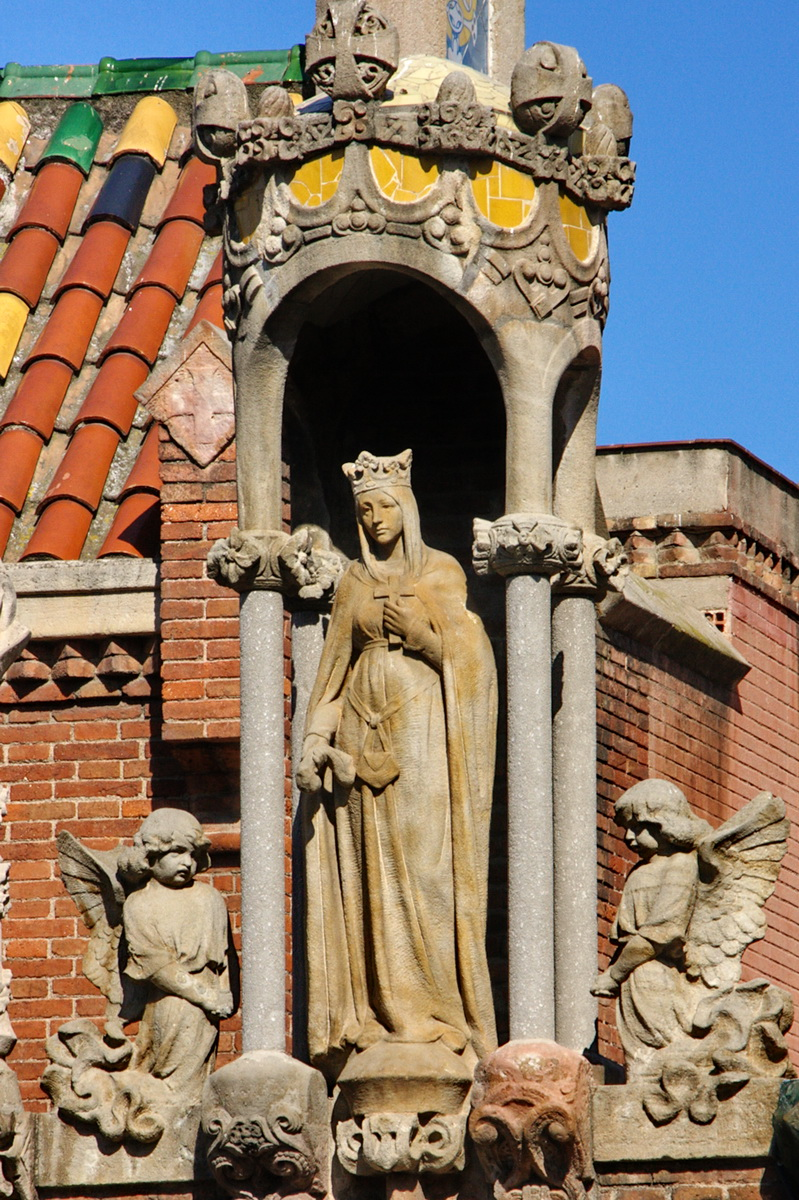
Santa Margarida, pavelló de la Puríssima
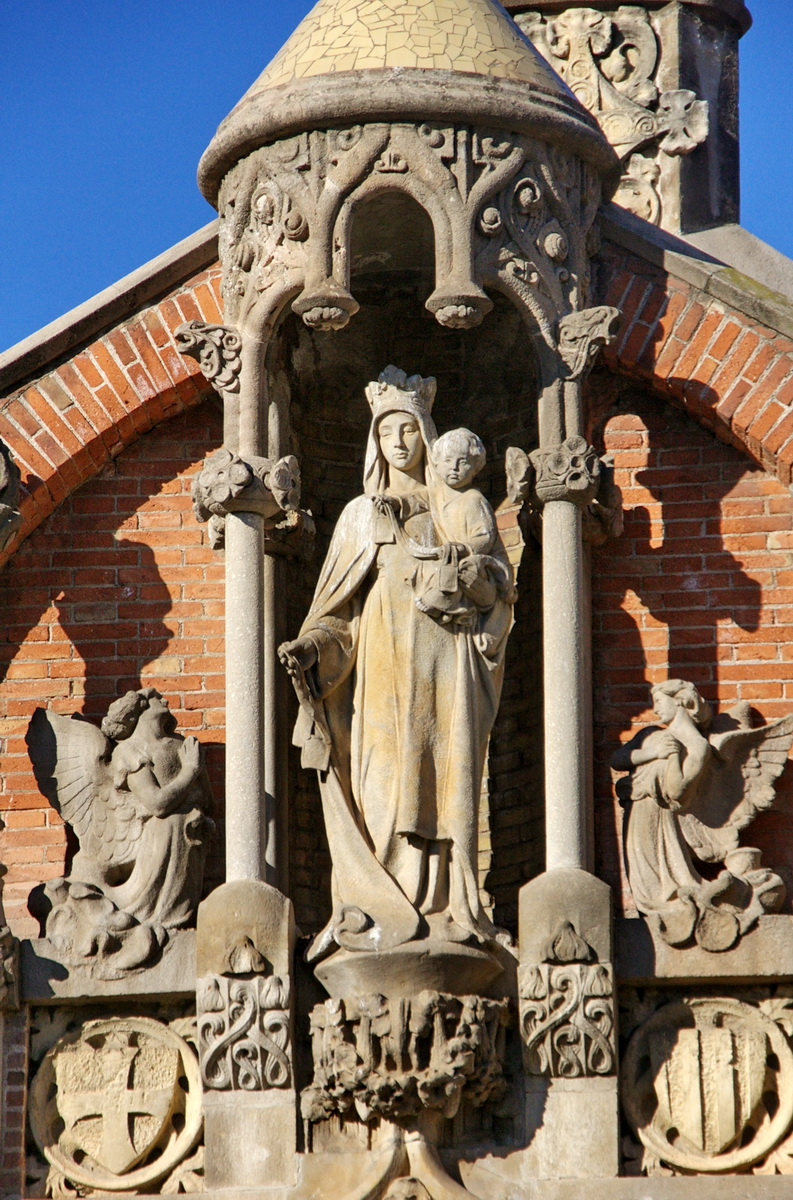
Mare de Déu del Carme
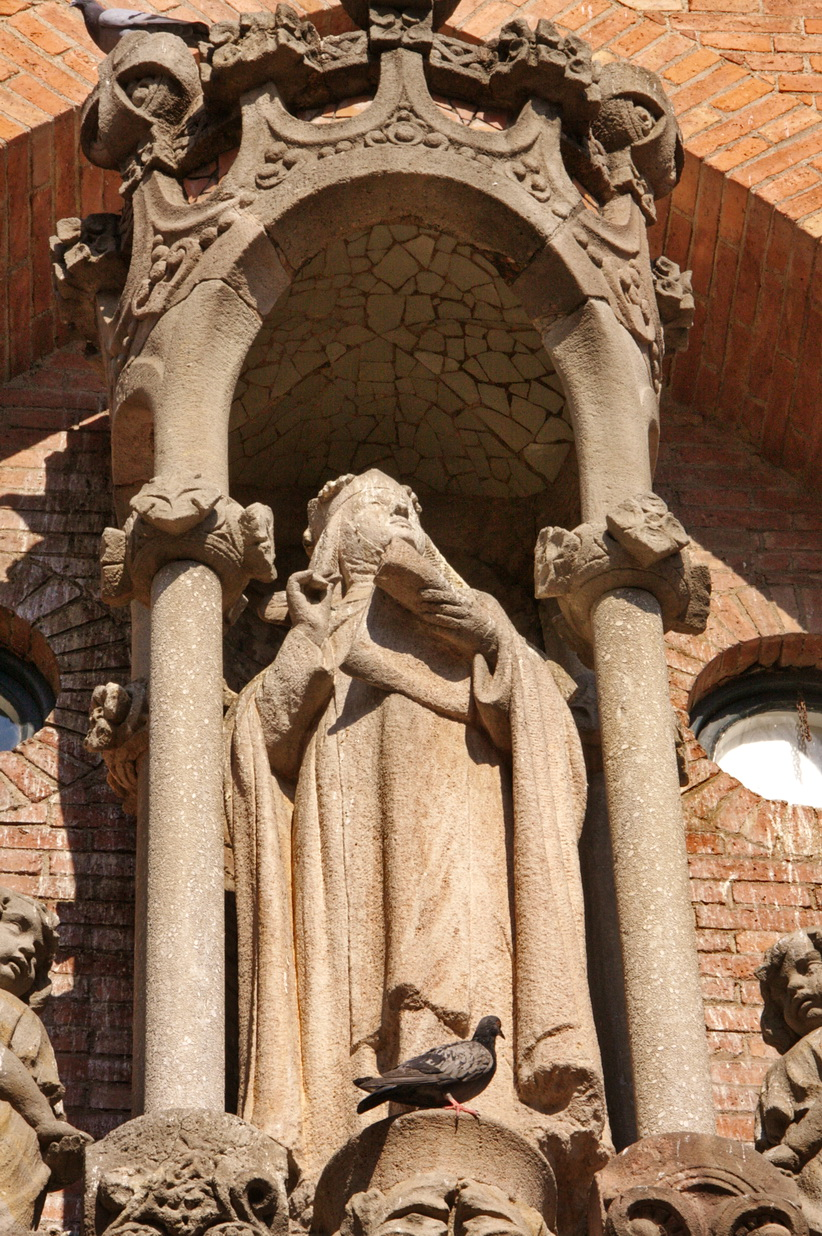
Santa Teresa, pavelló del Carme
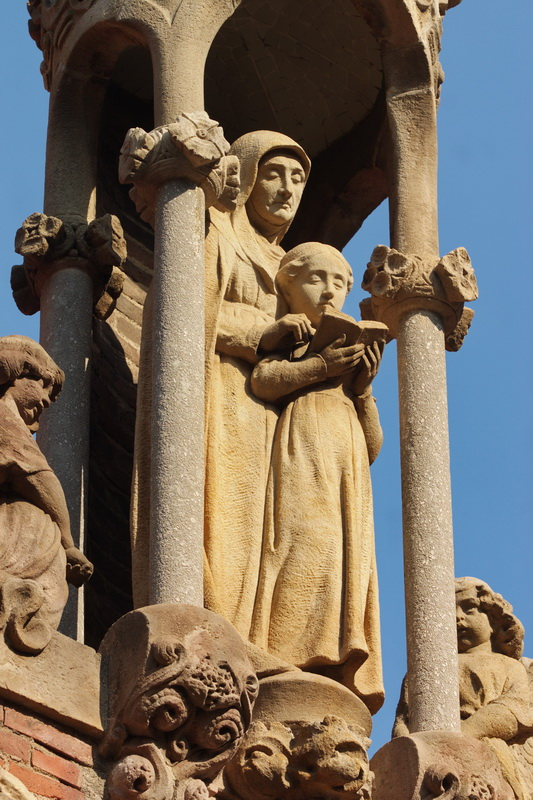
Santa Anna, pavelló de la Mercè
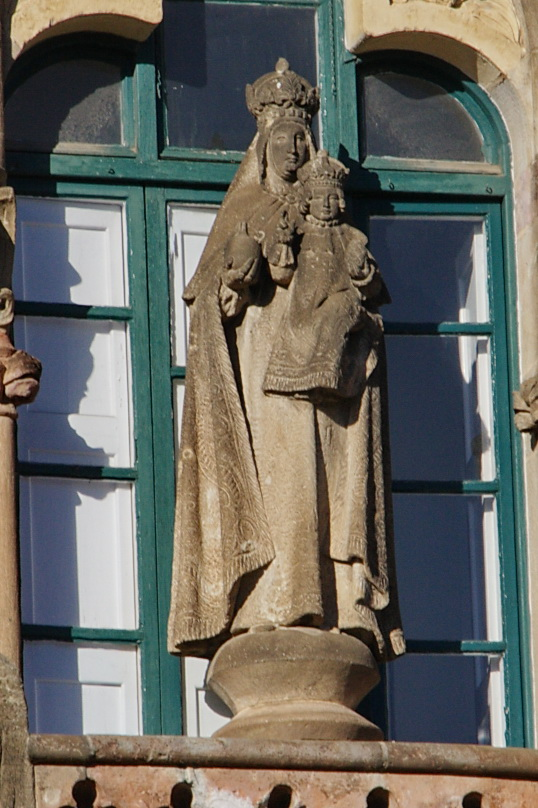
Mare de Déu de Montserrat

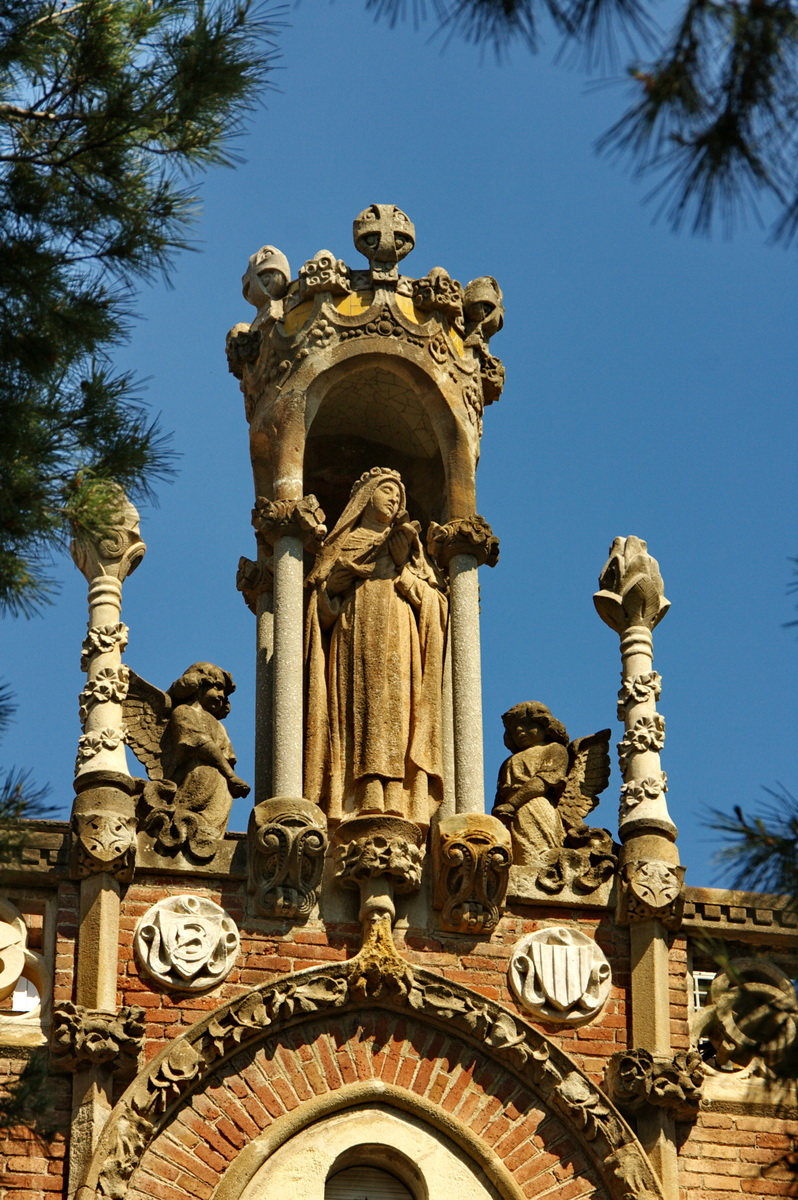
Santa Rosa de Lima, pavelló de Montserrat
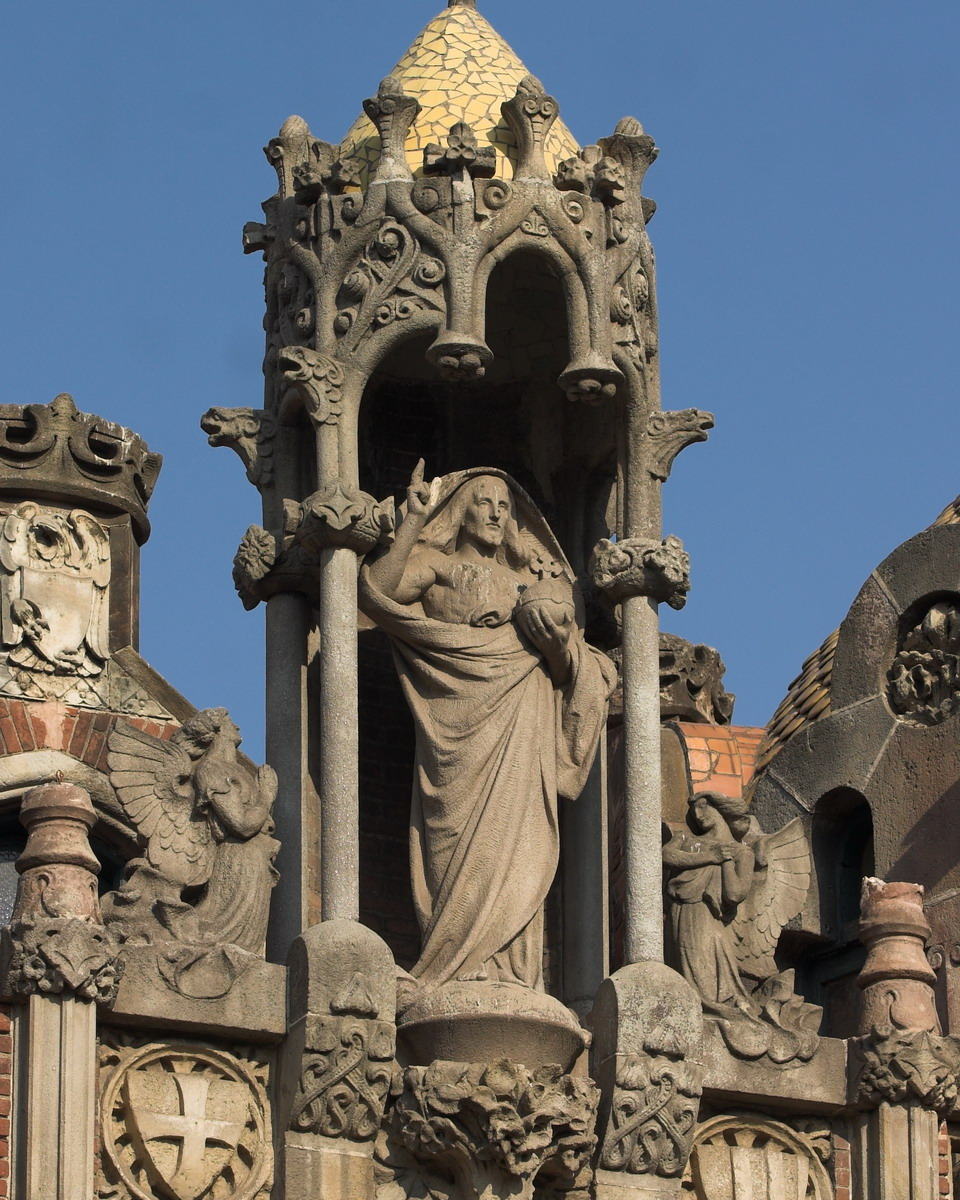
Sant Salvador
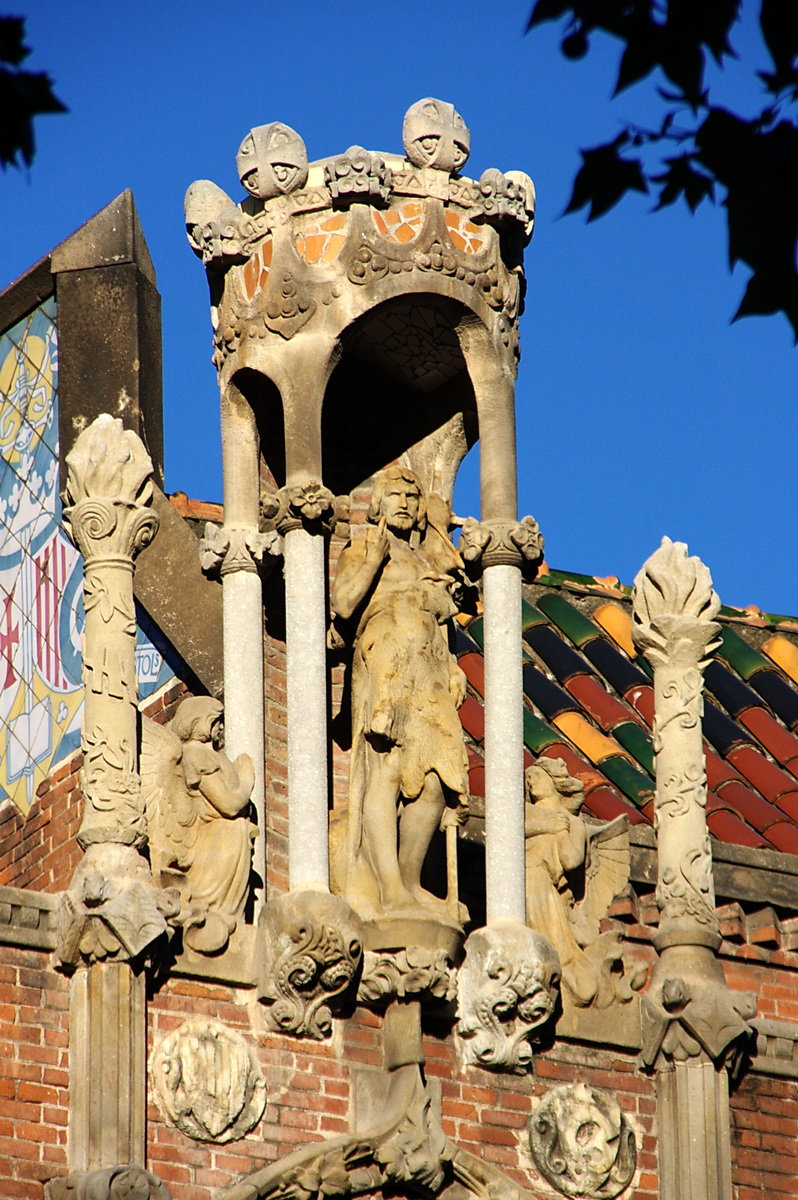
Sant Joan de Déu, pavelló de Sant Salvador
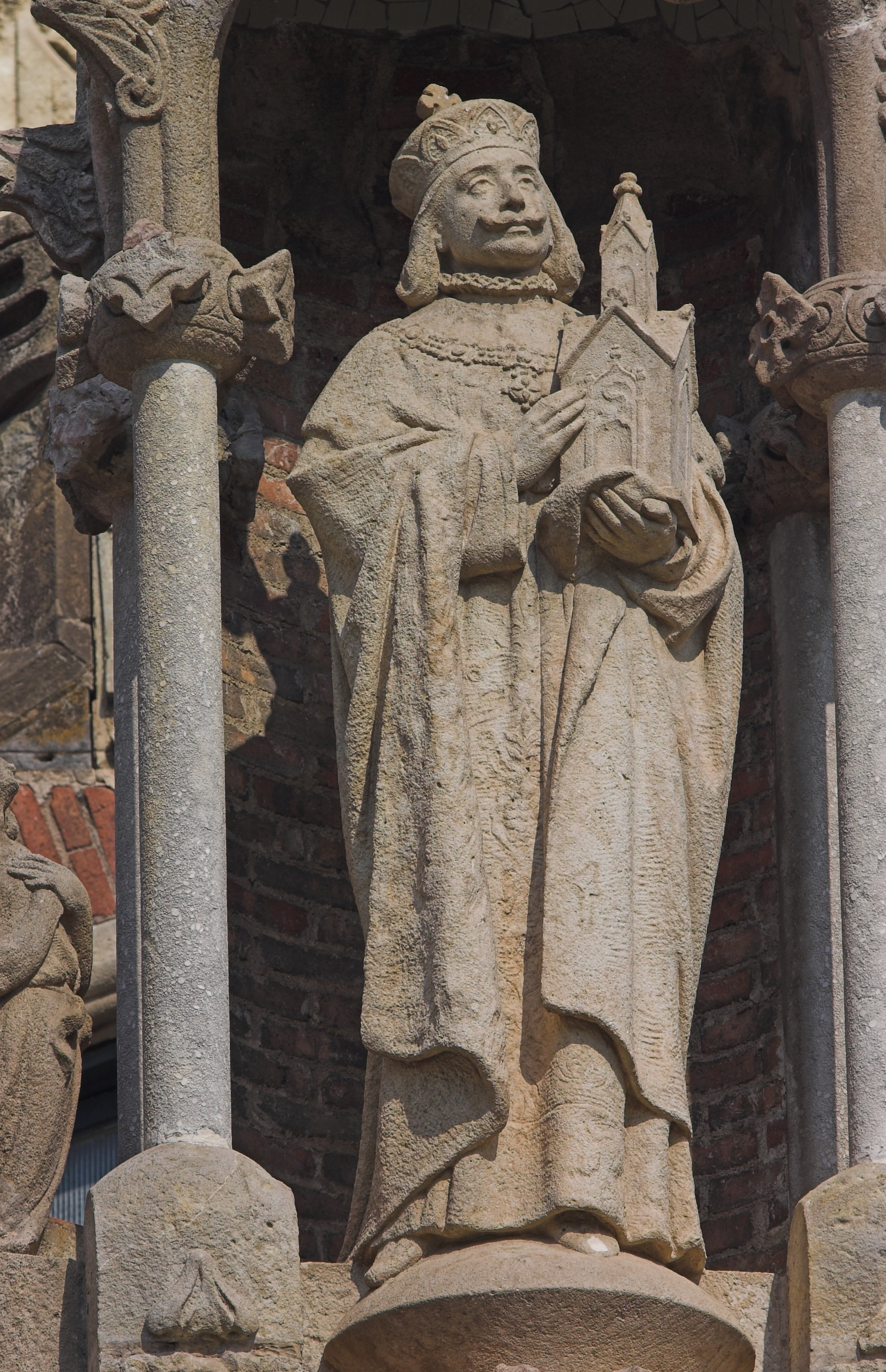
Sant Leopold
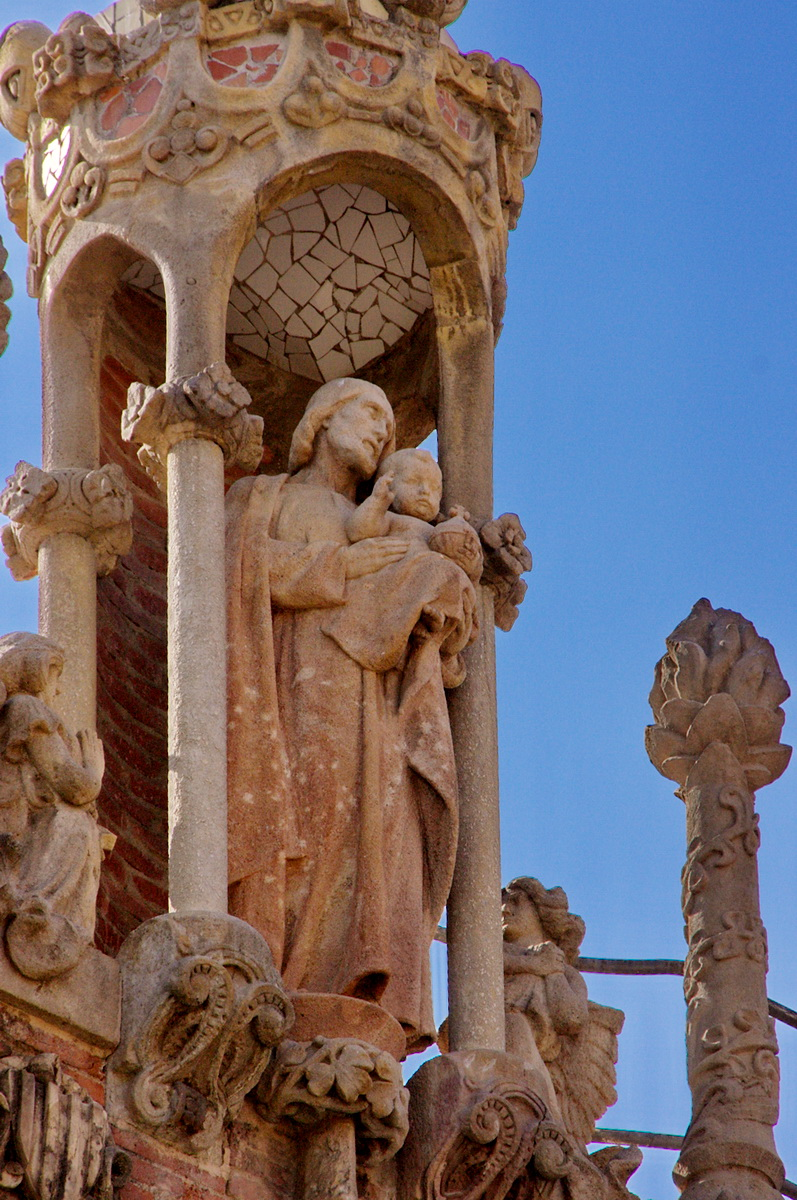
Sant Josep, pavelló de Sant Leopold
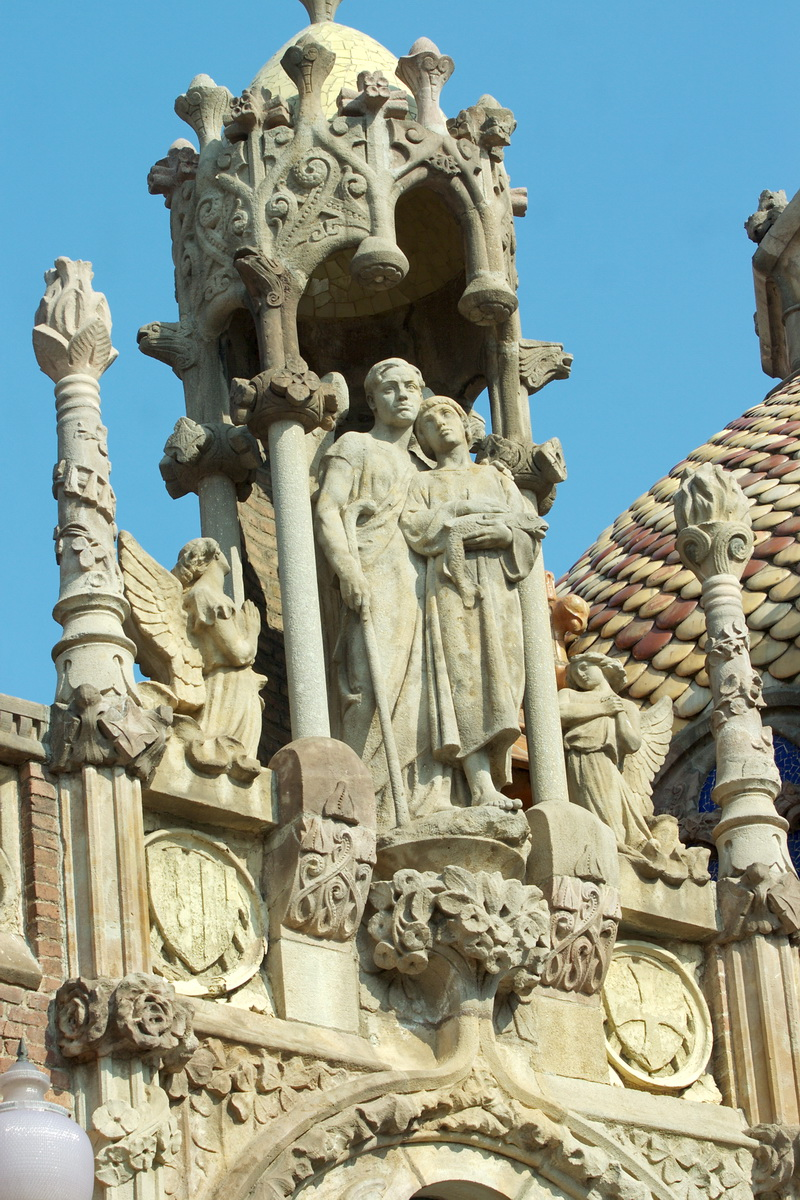
Sant Rafael

## Elements singulars

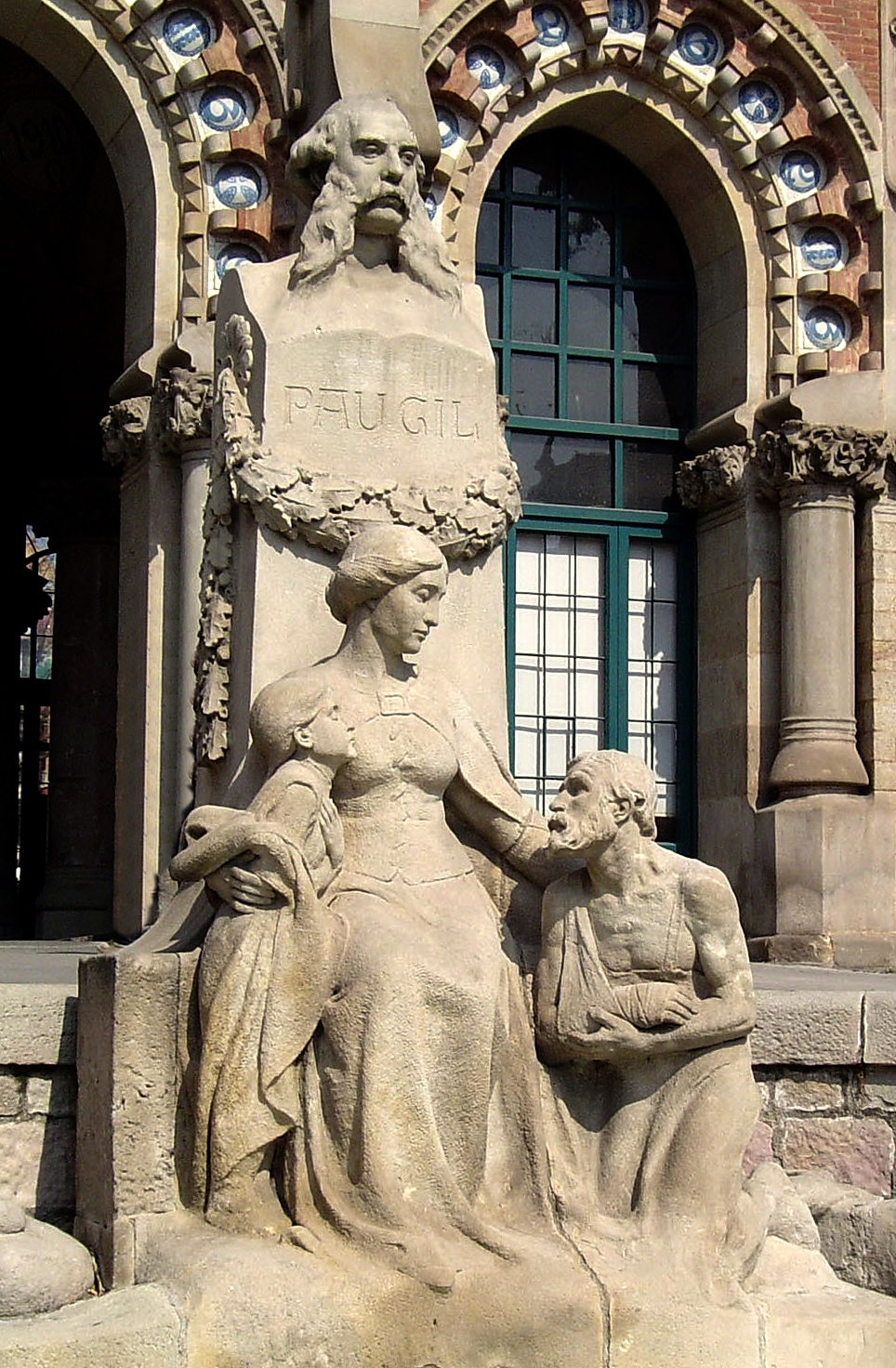
Monument a Pau Gil a l'entrada de l'hospital (Eusebi Arnau)

Al centre de l'espai existent entre la tanca del carrer i l'accés a l'edifici principal, i envoltada per l'escalinata doble que porta del carrer al vestíbul porxat de l'edifici, hi ha el monument d'homenatge al mecenes Pau Gil. És un grup de figures presidit pel bust del banquer benefactor, sota del qual hi ha una al·legoria a la caritat, una de les tres virtuts teologals, que destaca la relació de l'hospital amb la beneficència. El conjunt mostra una figura femenina que acull entre els seus braços una nena i un home vell amb el braç trencat, representant, a més, les tres etapes vitals. Va ser dissenyat i modelat per Eusebi Arnau i va ser esculpit en pedra per Josep Casau i Matamala. L'obra va ser finançada per aportacions dels artistes que participaven en la construcció de l'hospital.
Dins el recinte hi ha tres grans escuts:
- Façana principal: És obra d'Eusebi Arnau i està ubicat al mig de la façana de l'edifici d'administració: és una evolució de l'escut original de l'antic hospital de la Santa Creu, seguint les mateixes pautes iconogràfiques, tot i que l'antic no estava coronat i els àngels que el flanquegen estaven agenollats. ubicat dins d'un cercle sota una arcuació cega. El cercle està decorat amb mosaic blau i groc imitant l'esfera celestial, sobre la qual ressalta l'escut amb barres i creus profusament treballades i amb incrustacions daurades. A sobre de l'escut, la corona reial i als costats dos personatges alats representant a Esculapi, amb casc i un bastó amb una serp enroscada, i Hipòcrates, considerat el pare de la medicina i que transporta el llibre de la vida. Estan ubicats sobre pilars que representen l'eix del món.[7]
- Saló d'actes: És obra de Pau Gargallo amb l'heràldica dels hospitals reunits, l'espasa i el llibre, atributs de Sant Pau, la creu patent i l'escut de Barcelona. Està flanquejat per dos àngels molt estilitzats amb vestits vaporosos que es fonen amb la base de núvols sobre la qual caminen. L'escut està rematat per un elm i un ratpenat. Tot el conjunt està emmarcat dins d'un semicercle que forma part del grup escultòric de la capçalera presidencial del saló.[8]
- Pavelló d'operacions: És obra d'Eusebi Arnau i respon a un disseny força més clàssic que el de la façana principal i molt menys treballat. Presenta l'escut dels hospitals reunits, aquest cop rematat per una corona reial i custodiat per dos lleons rampants. És l'única peça d'Arnau de tota la complexa iconografia de la façana d'aquest pavelló.[2]

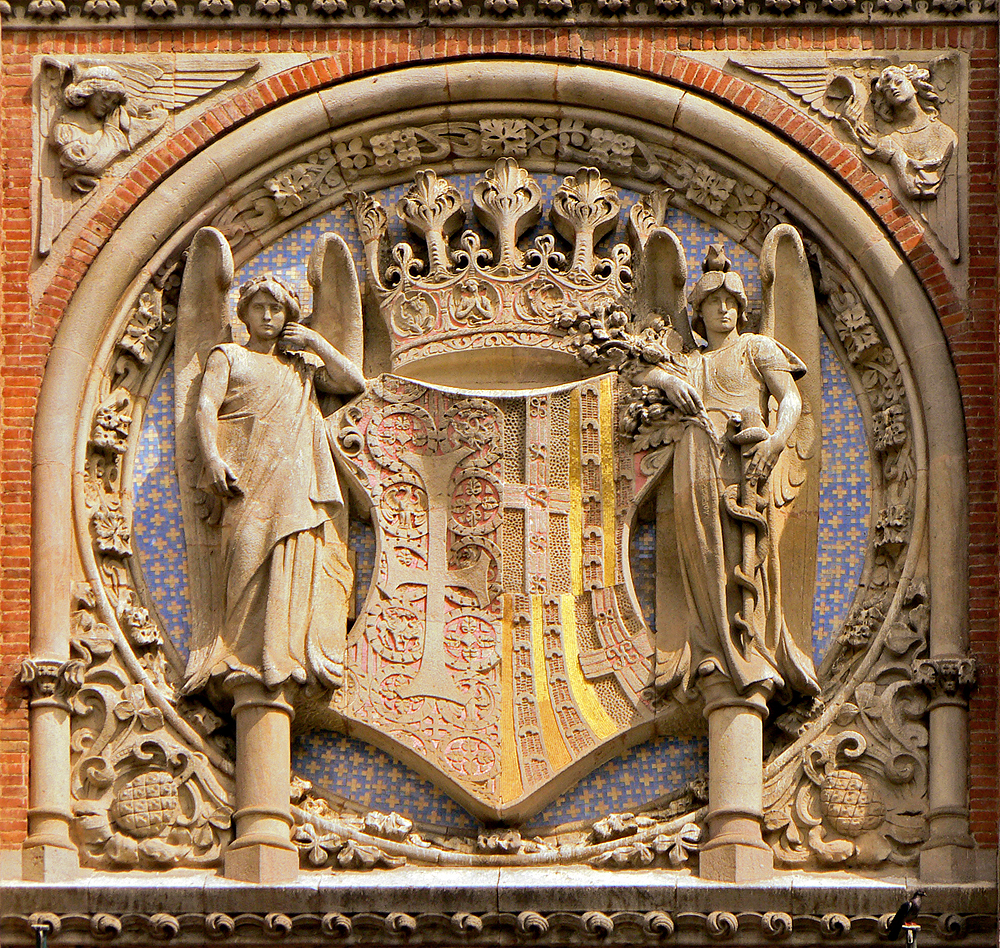
Escut a la façana (Arnau)
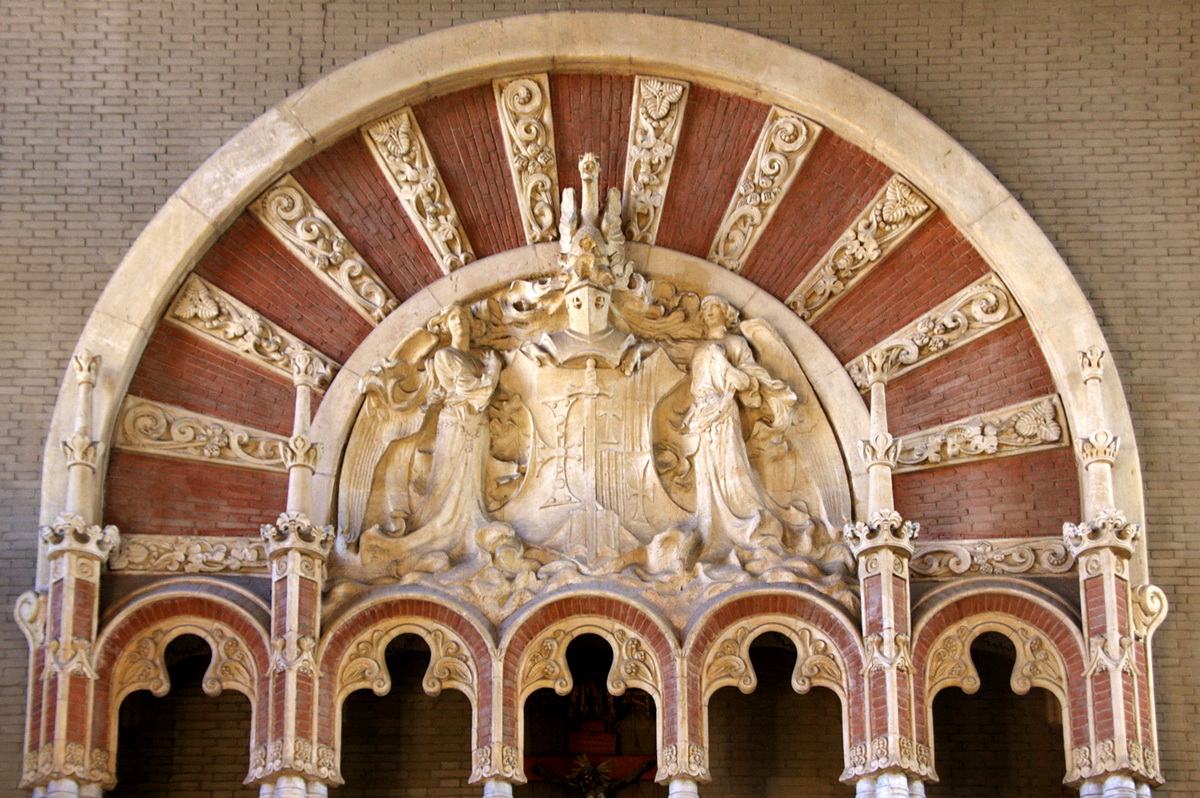
Escut al saló d'actes (Gargallo)
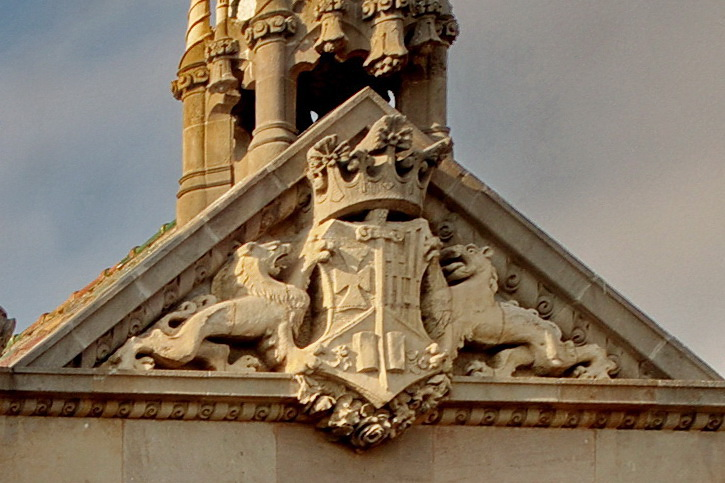
Escut al pavelló d'operacions (Arnau)

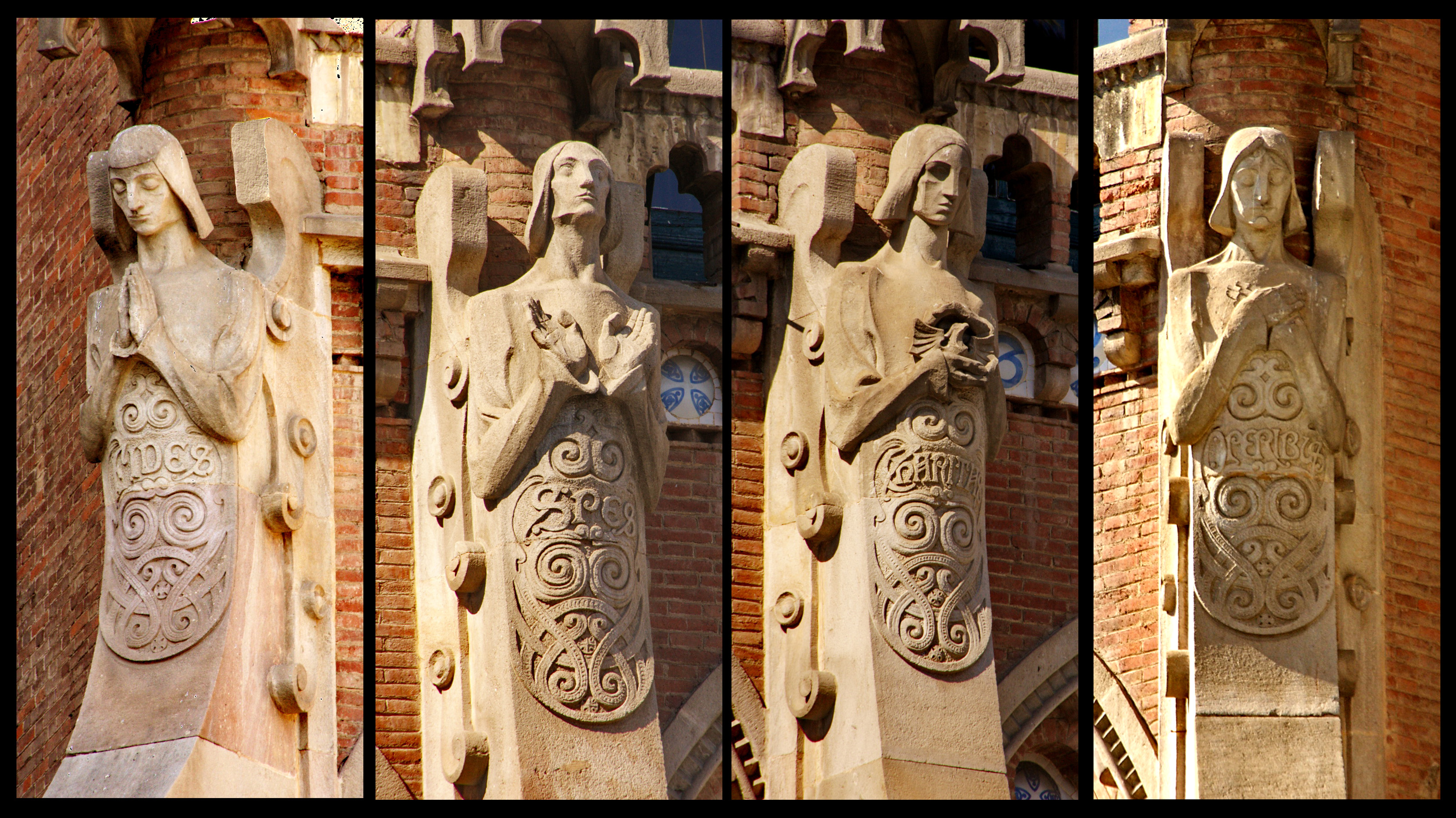
Virtuts teologals

A la façana principal, hi ha unes columnes triples de pedra en les quals hi ha adossades quatre grans escultures en pedra, una mena d'àngels wagnerians en forma d'Hermes que es fonen a la mateixa arquitectura, obra de Gargallo, que representen les tres virtuts teologals cristianes: la Fe, l'Esperança, la Caritat i les Obres (Operibus), que necessàriament han d'acompanyar les nostres virtuts. Són peces hieràtiques amb les ales tancades i d'un estil molt personal amb rostres esquematitzats sense cap intenció de semblar éssers humans. D'altres peces amb aquest estil es repeteixen a la façana nord d'aquest edifici i als pilars dels porxos de l'edifici d'operacions.
Complementant la iconografia que simbolitzen aquestes figures, al cos central de la torre del rellotge, hi ha quatre figures sedents sota dosseret que simbolitzen les virtuts cardinals: Justícia, Prudència, Fortitud i Temprança.
Una figura present a tot el recinte són els àngels. Domènech els va incloure dins la iconografia complementant conjunts escultòrics o com figura central, com en el cas dels àngels exempts que coronen els frontons de l'edifici d'operacions i al vèrtex de la façana principal. Segons un estudi de Figueras, Burrull i Arnaiz, les escultures d'aquesta façana formen un conjunt piramidal on apareixen les diferents jerarquies: àngels, arcàngels, querubins, trons, dominacions i potestats, que es diferencien pel nombre de volutes de les seves ales. D'una mida més reduïda, apareixen als frontispicis dels pavellons d'infermeria, a la façana del pavelló d'operacions i a la torre del rellotge. Totes aquestes figures són obra de Pau Gargallo.

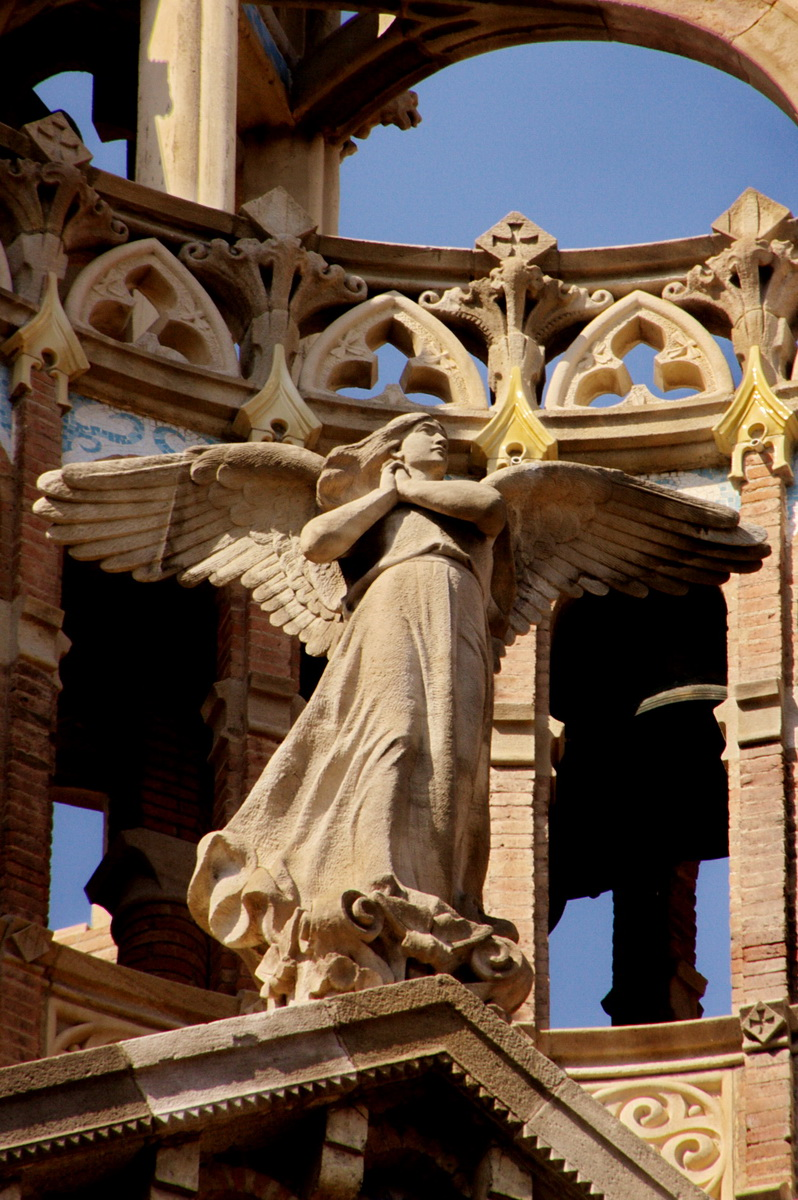
Àngel exempt davant de la torre del rellotge
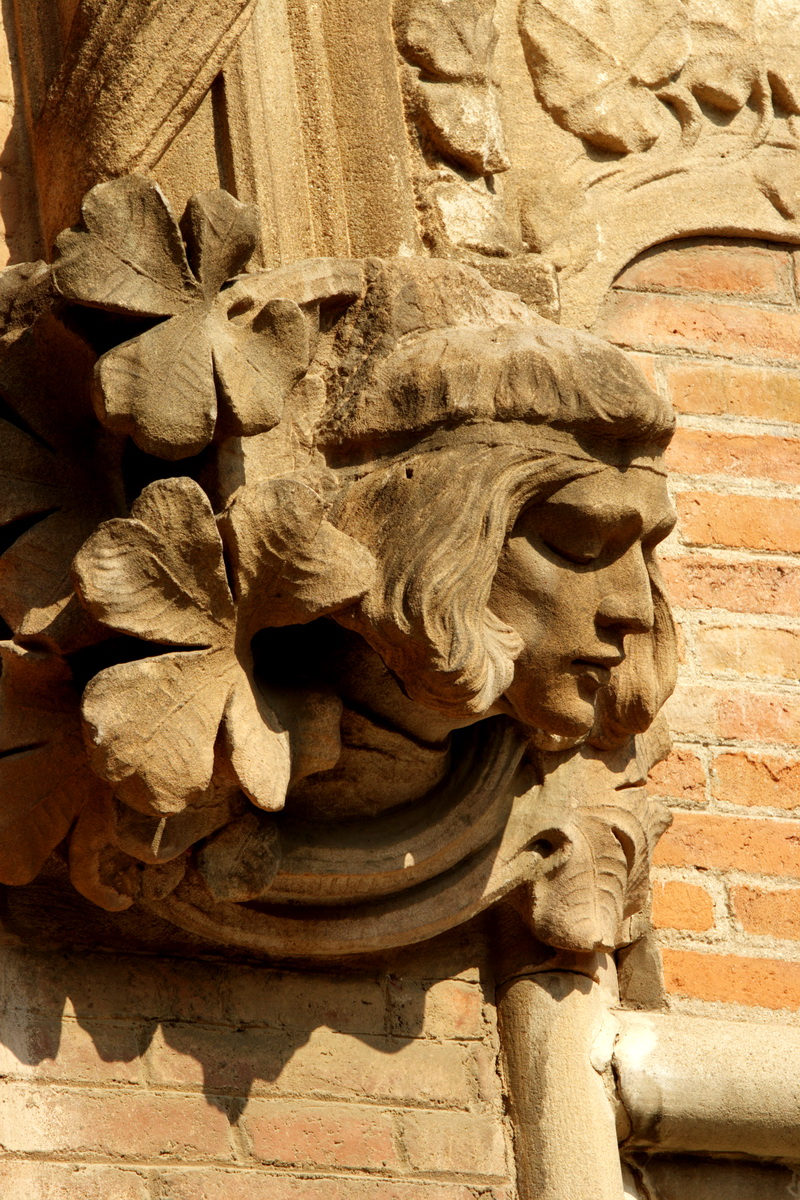
Cap de querubí en un pavelló d'infermeria
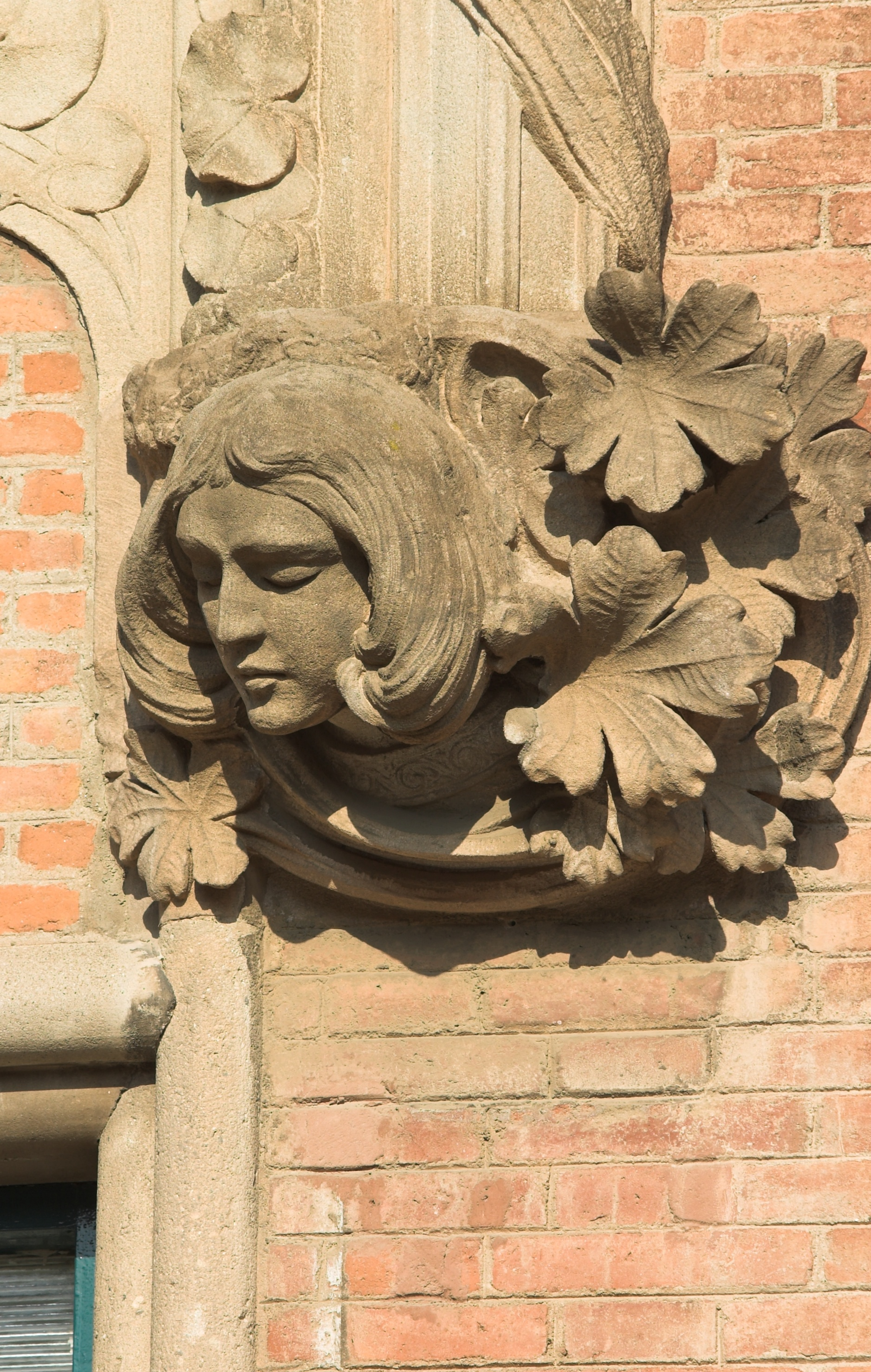
Cap de querubí en un pavelló d'infermeria
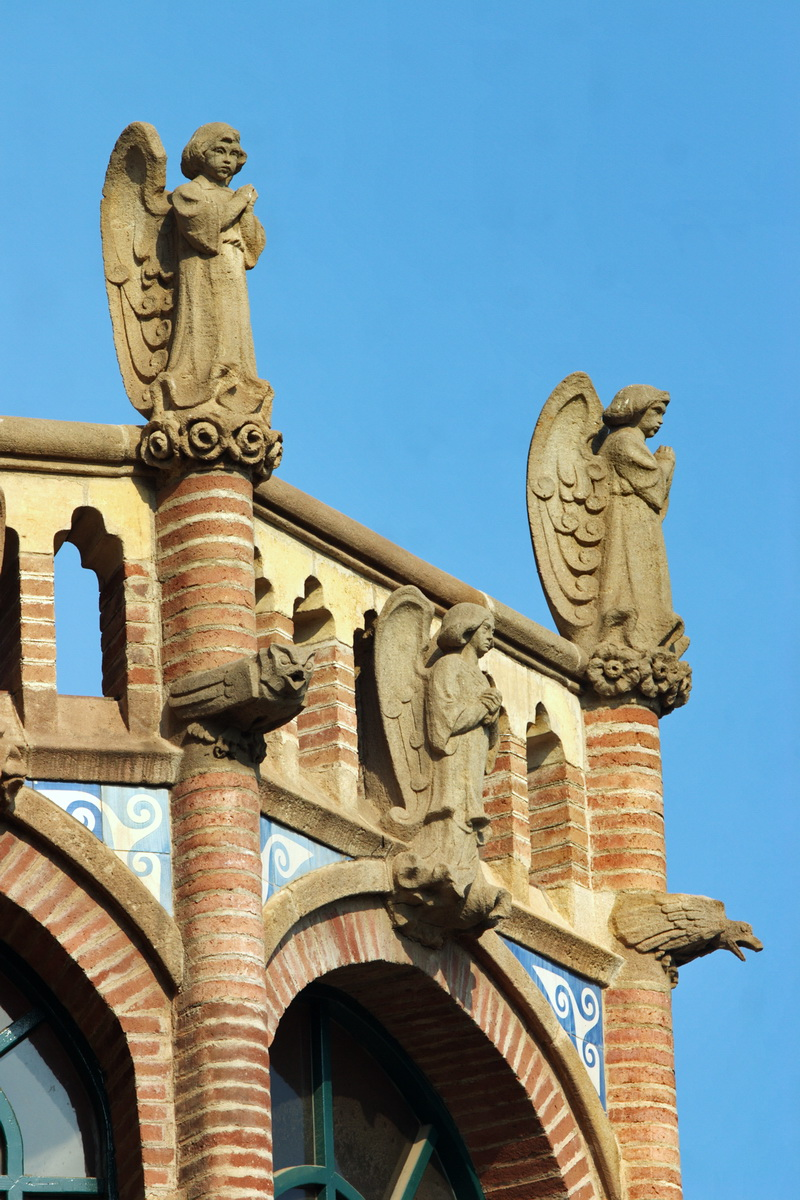
Àngels i grifons al pavelló d'operacions
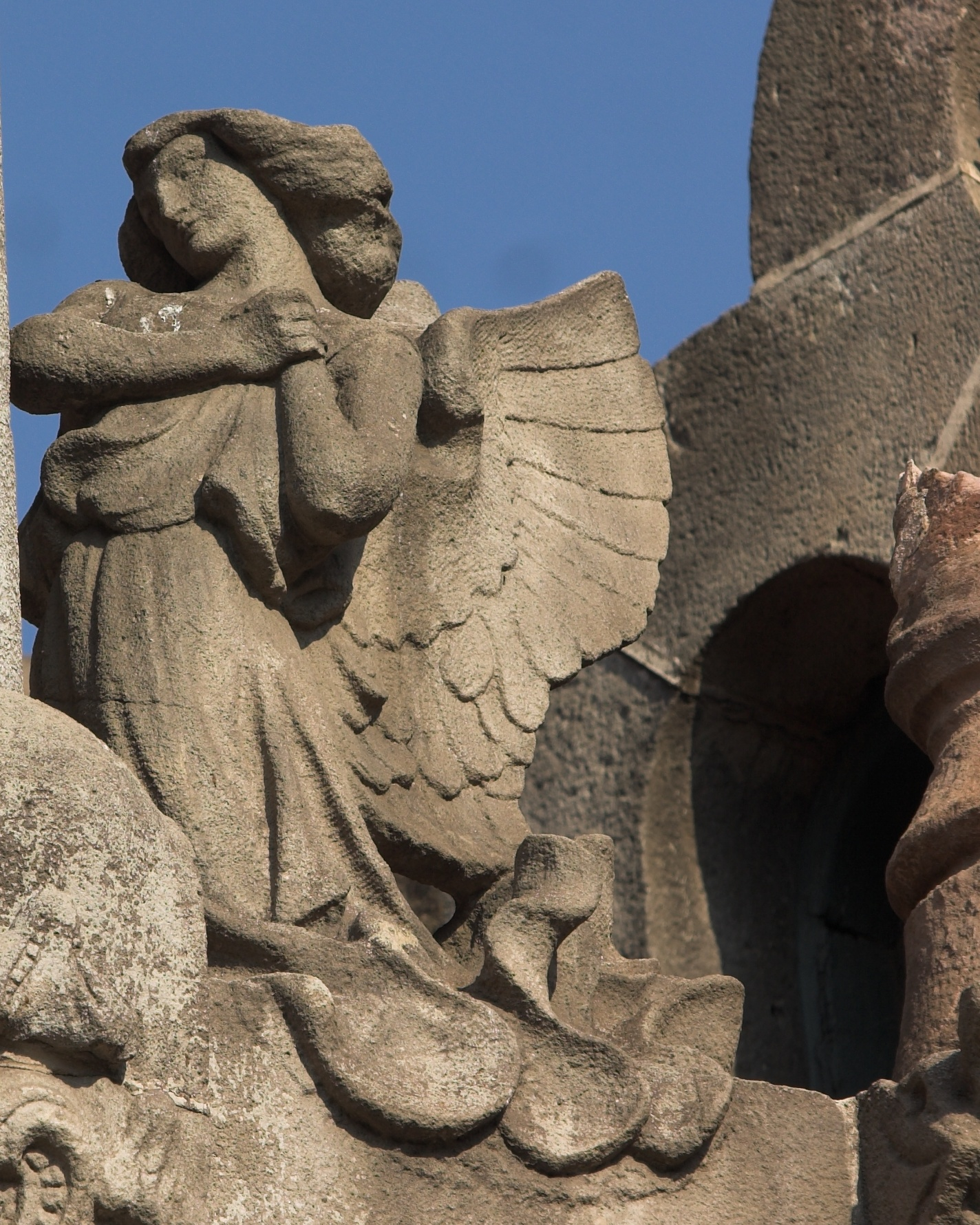
Àngel orant al costat del templet dels pavellons d'infermeria

## Obres de misericòrdia
Al final de l'escala d'honor, al replà del primer pis, hi ha una col·lecció de plafons amb representacions de les obres de misericòrdia fetes per Pau Gargallo. Es tracta de relleus ubicats en marcs trevolats amb pinacles laterals. Estan fets de pedra i segueixen una estructura compositiva on els caps de les figures sobresurten i s'ubiquen als extrems d'un triangle. Representen les set obres de misericòrdia corporals: donar menjar al famolenc, donar beure al sedegós, vestir els despullats, visitar els malalts, assistir els presos, donar posada als pelegrins i sepultar els morts.

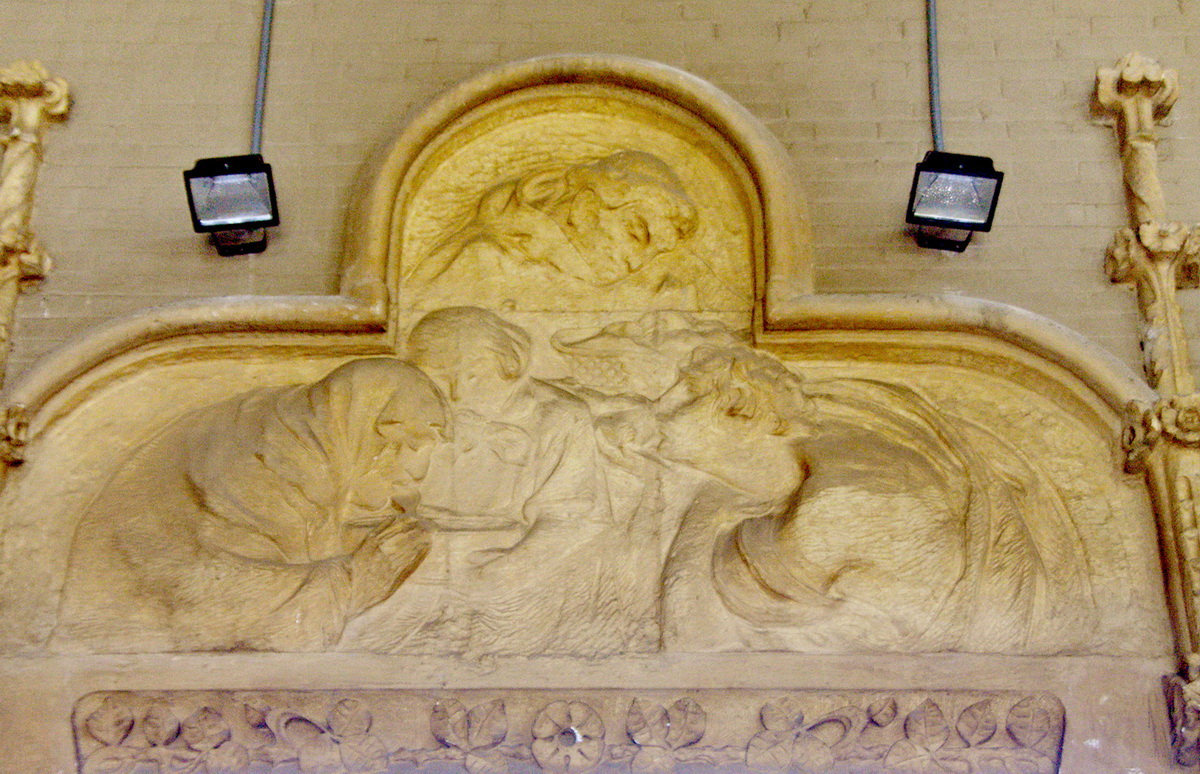
Donar menjar al famolenc
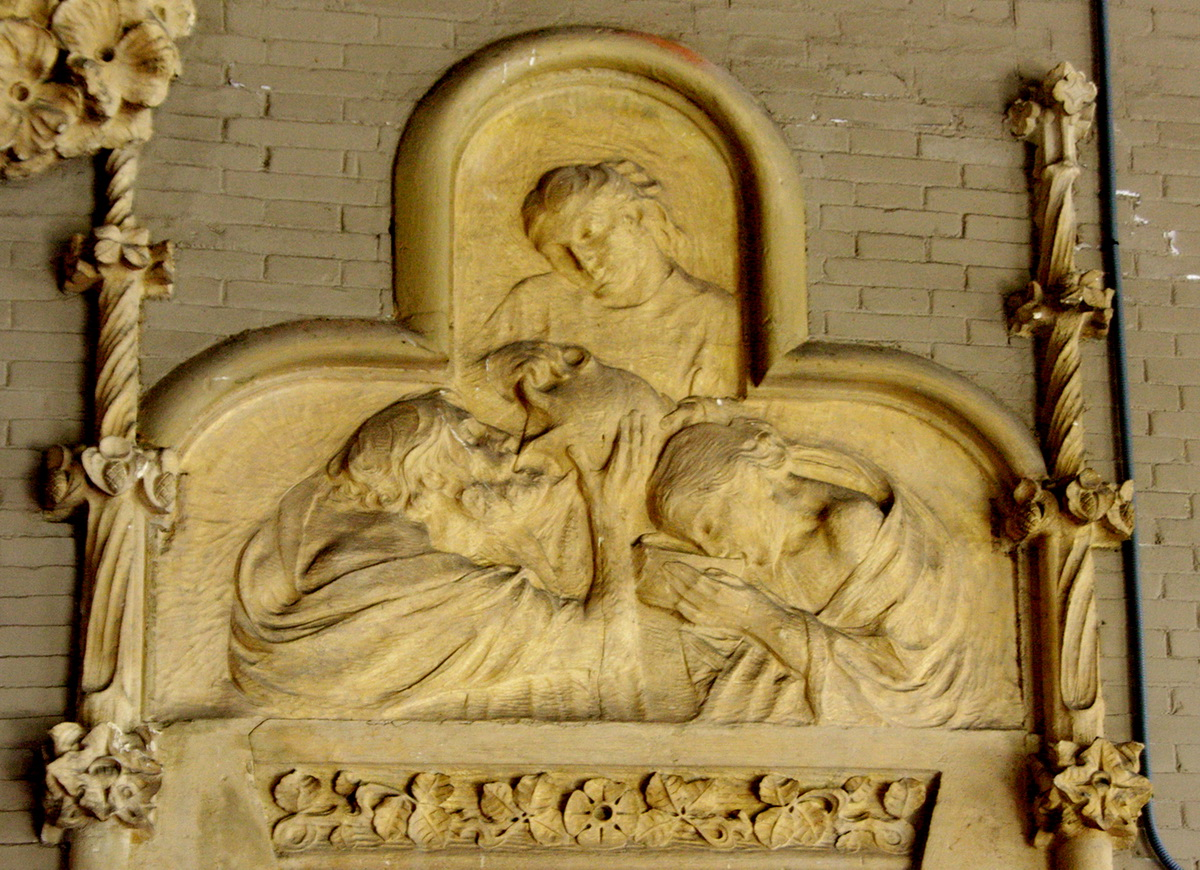
Donar beure al sedegós
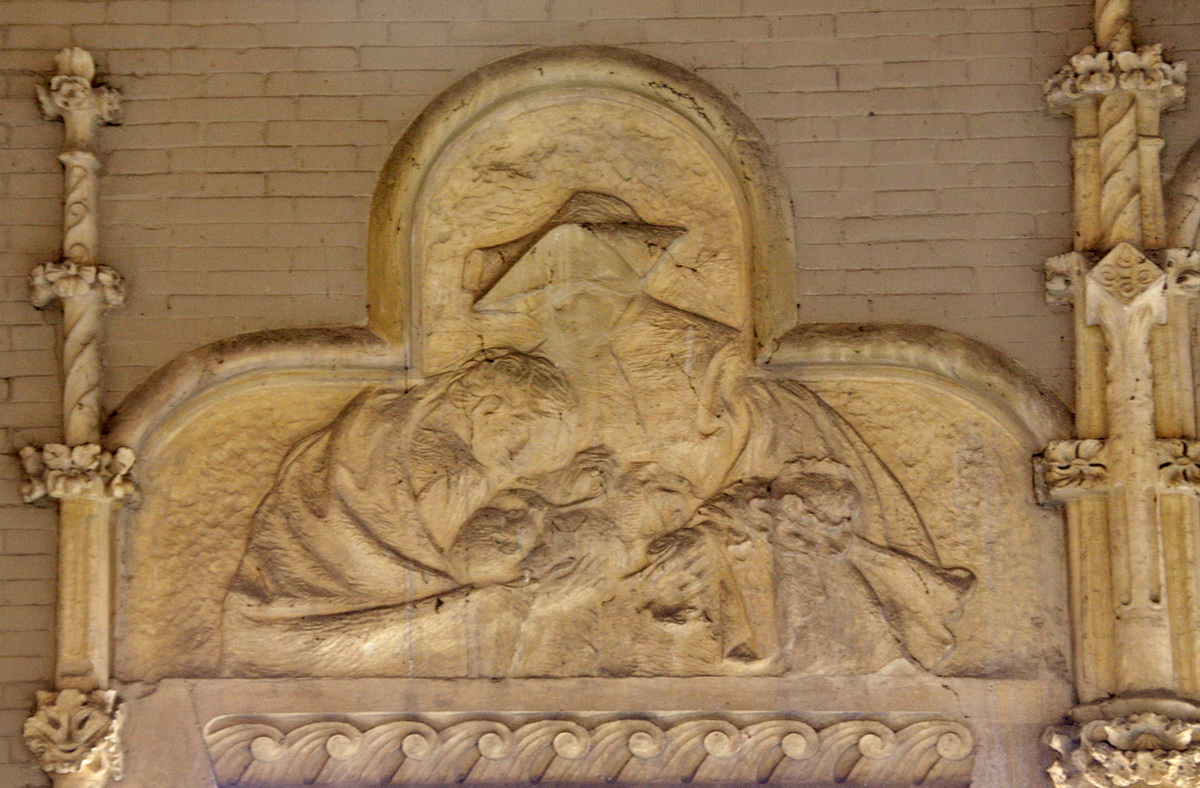
Vestir els despullats
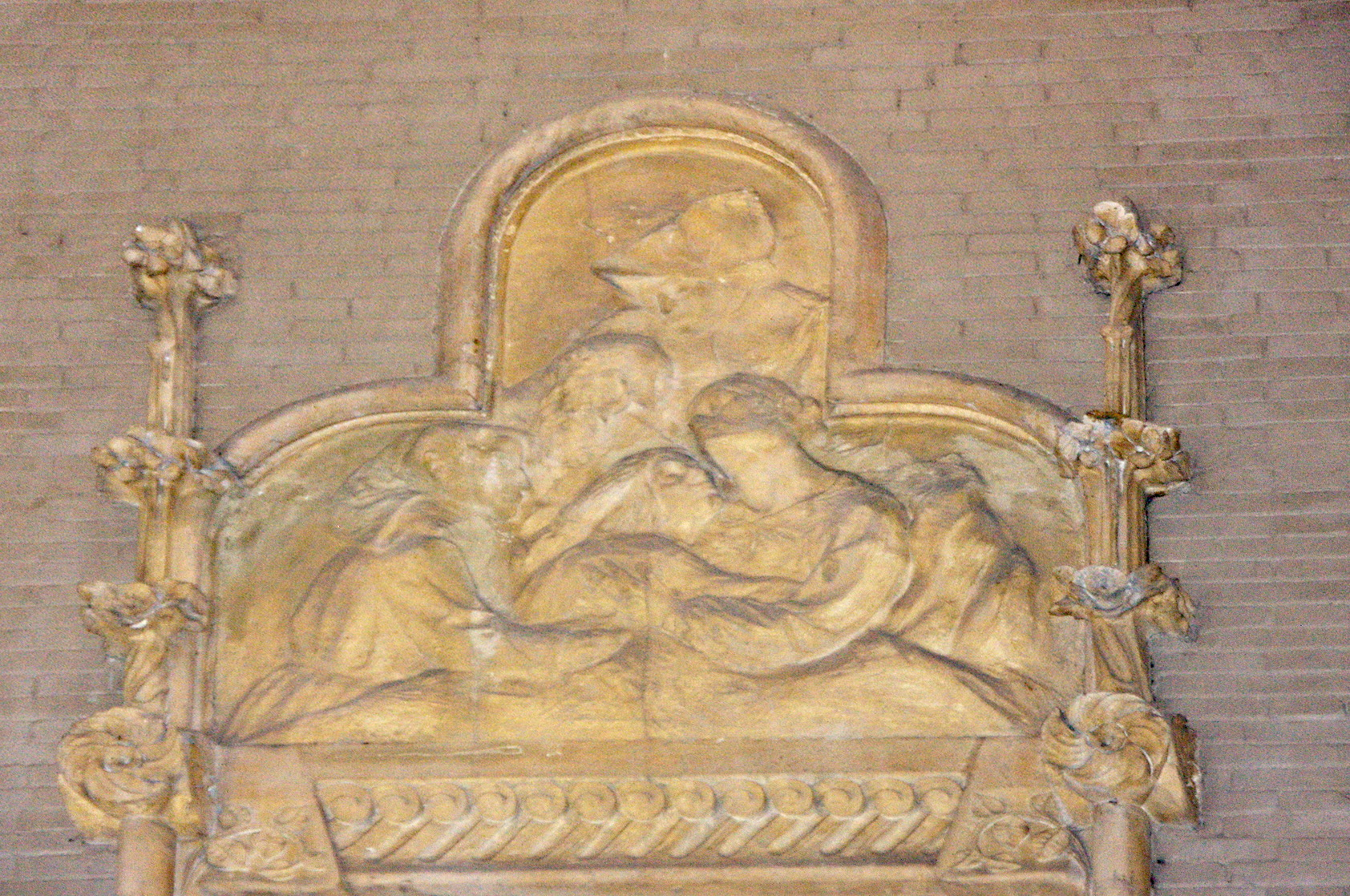
Visitar els malalts

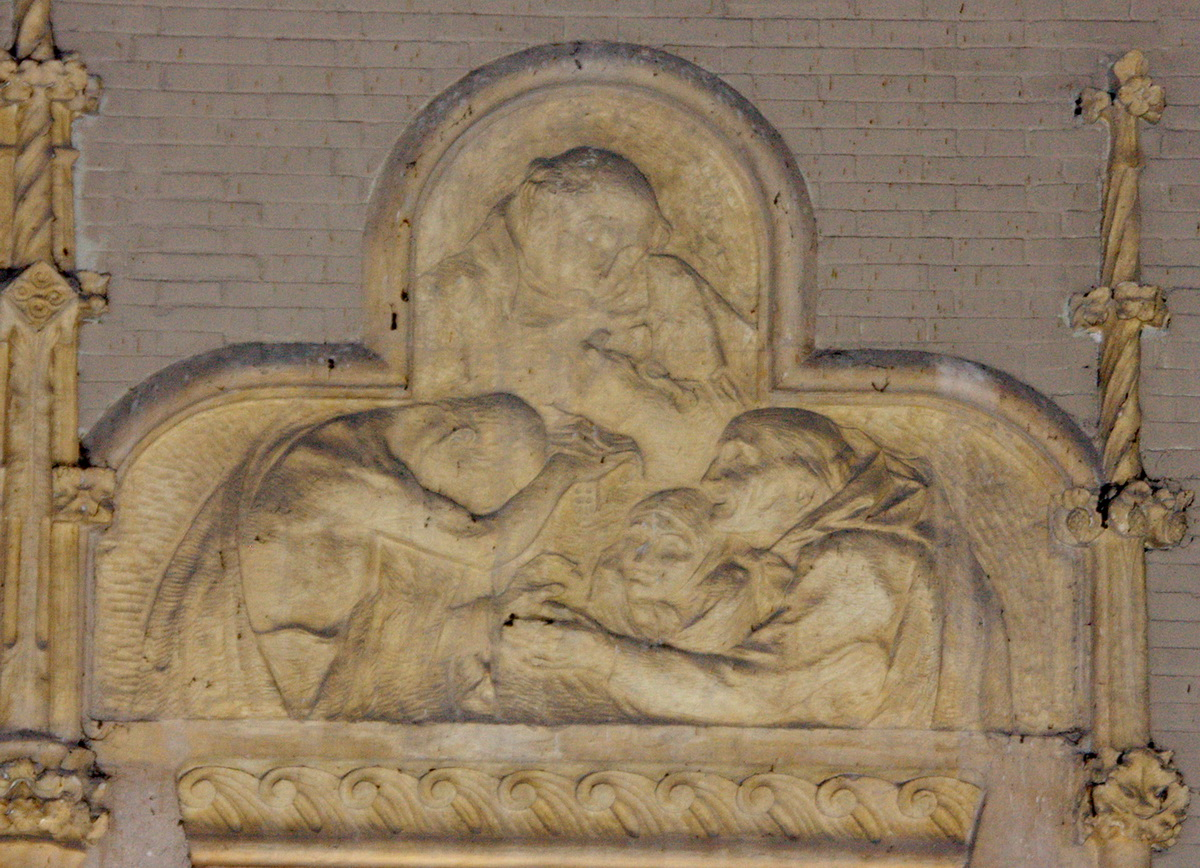
Assistir els presos
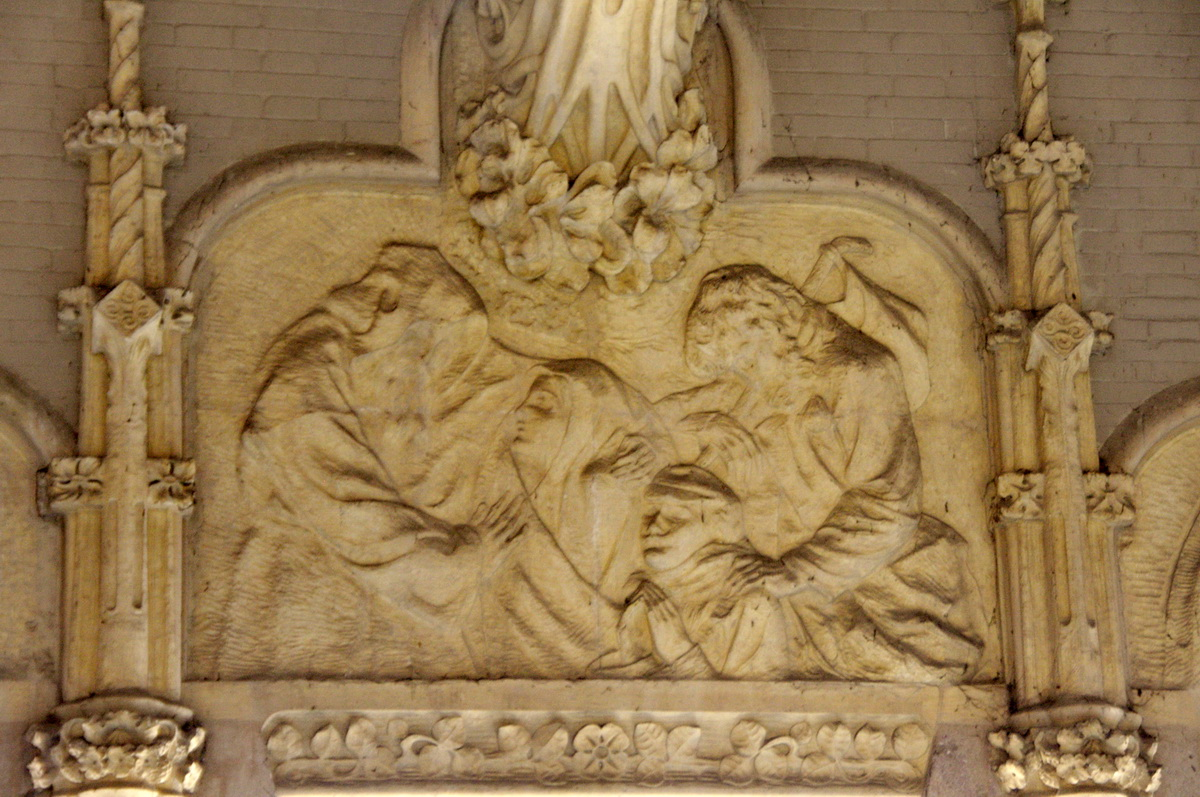
Donar posada als pelegrins
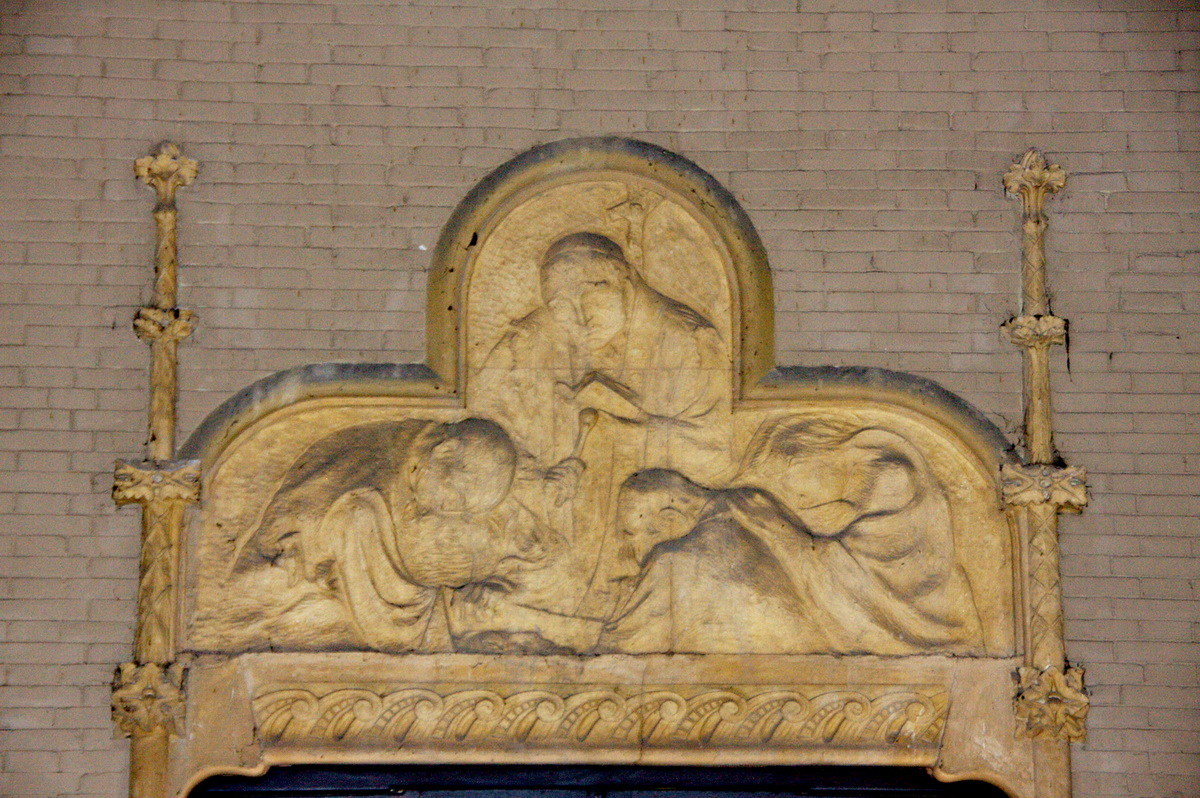
Sepultar els morts

## Elements complementaris
El recinte és ple d'elements simbòlics i decoratius en pedra com animals, flors, grifons, escuts, traceria, etc. aplicats a gàrgoles, pinacles, respiradors de ventilació o frontispicis. La pràctica totalitat varen ser dissenyats pel mateix Domènech i Montaner. Molt probablement varen ser realitzats per Francesc Modolell o, en el cas de peces seriades, poden haver estat realitzades directament pels subministradors de pedra picada com Vives i Albareda, E. Martínez o Madurell i Solà.

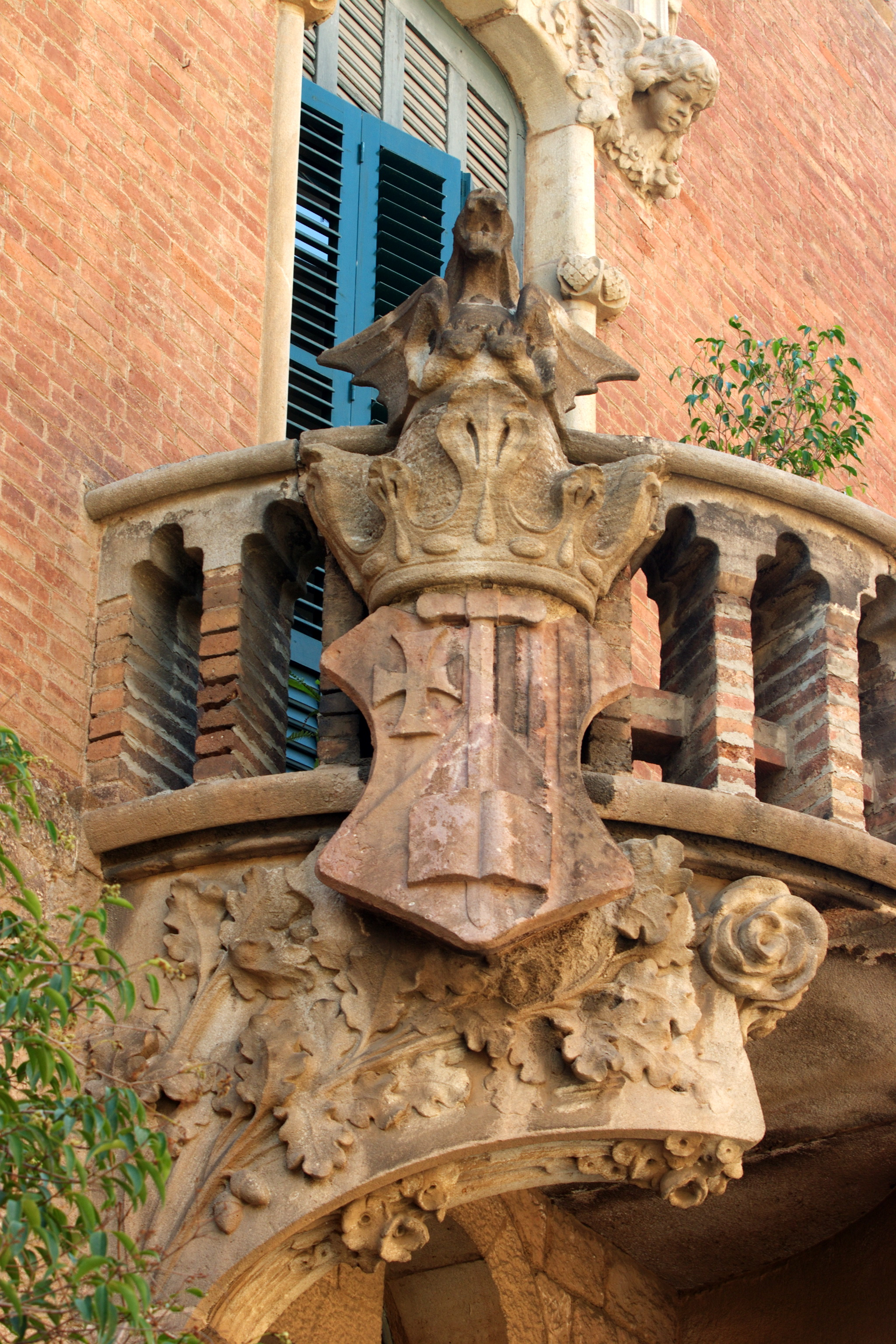
Decoració floral i escut amb ratpenat
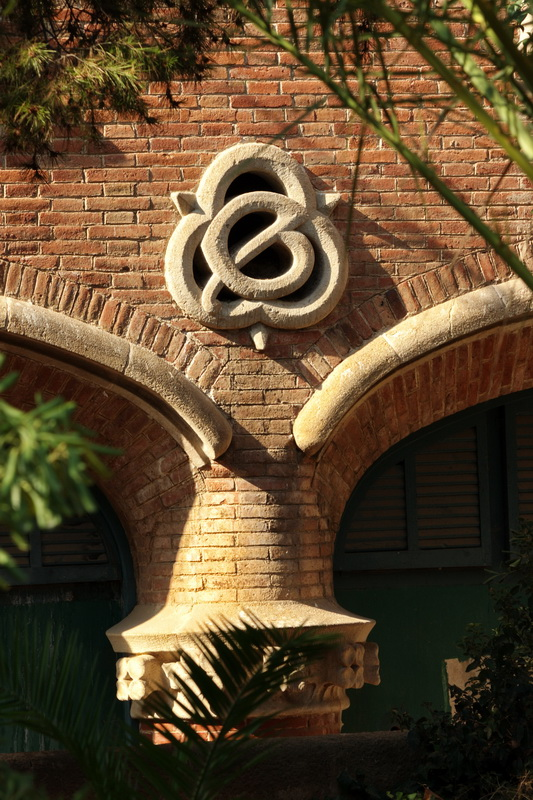
Escut de Pau Gil
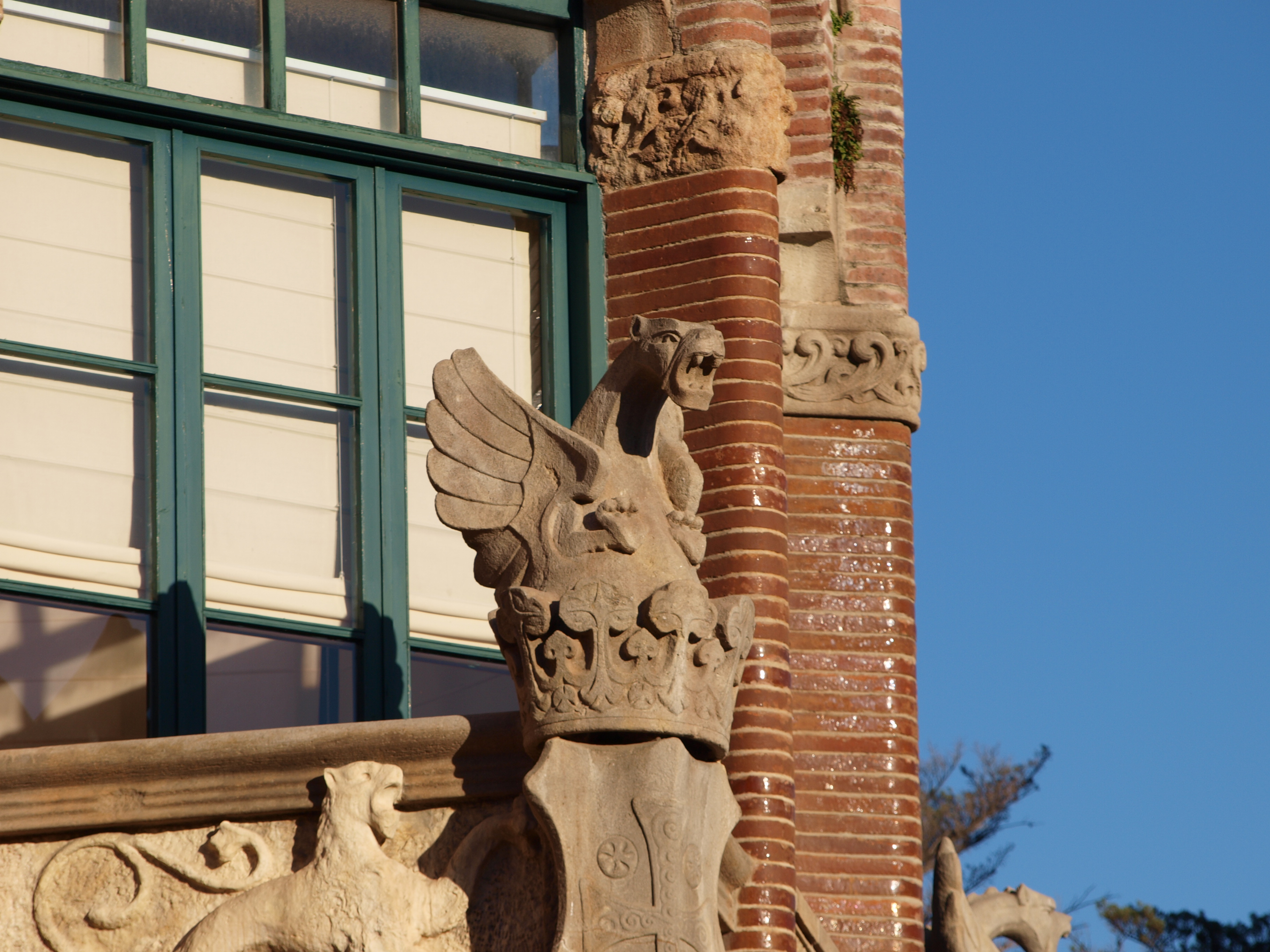
Grifó, pavelló d'operacions
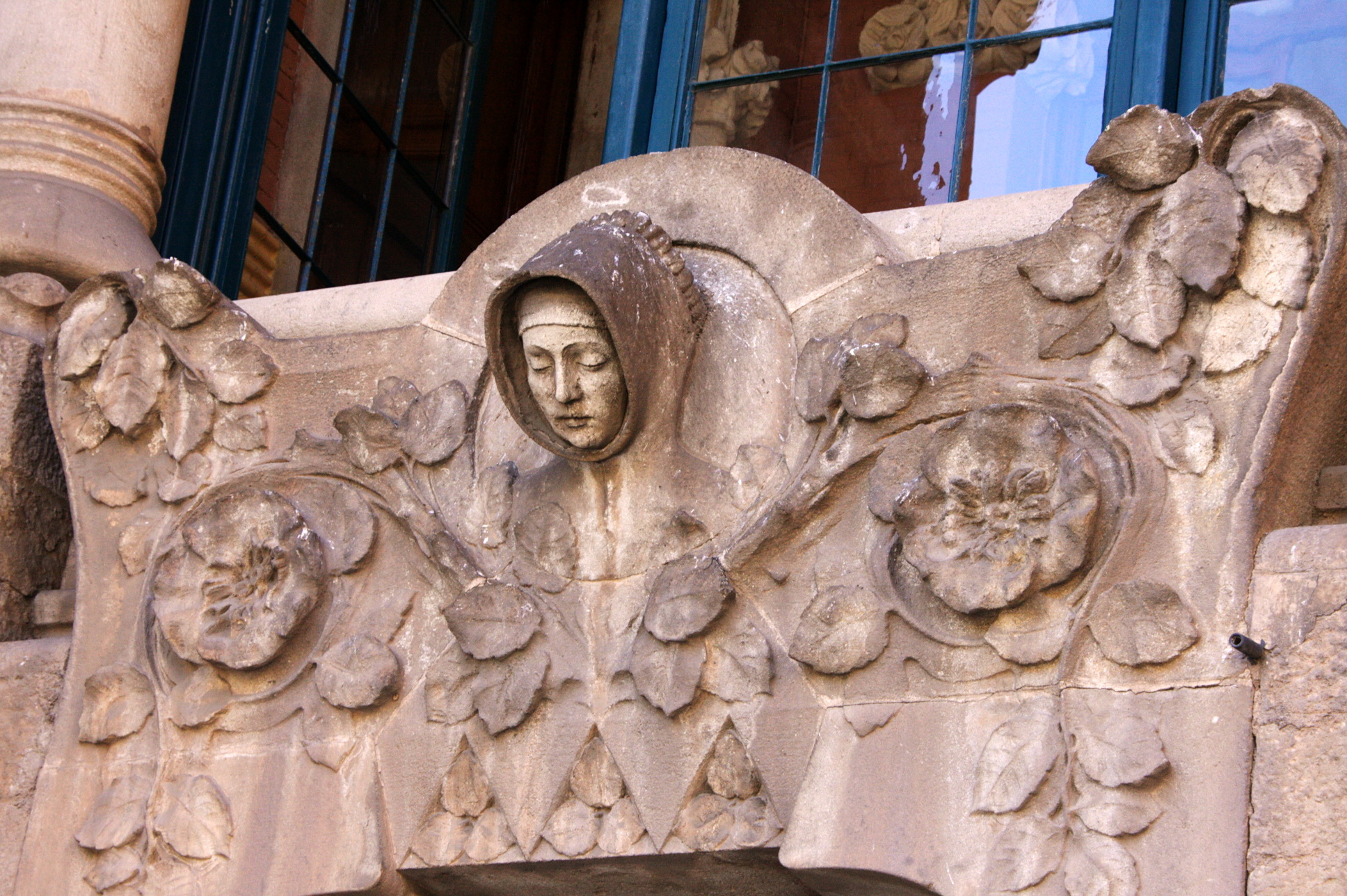
Porta d'accés de personal
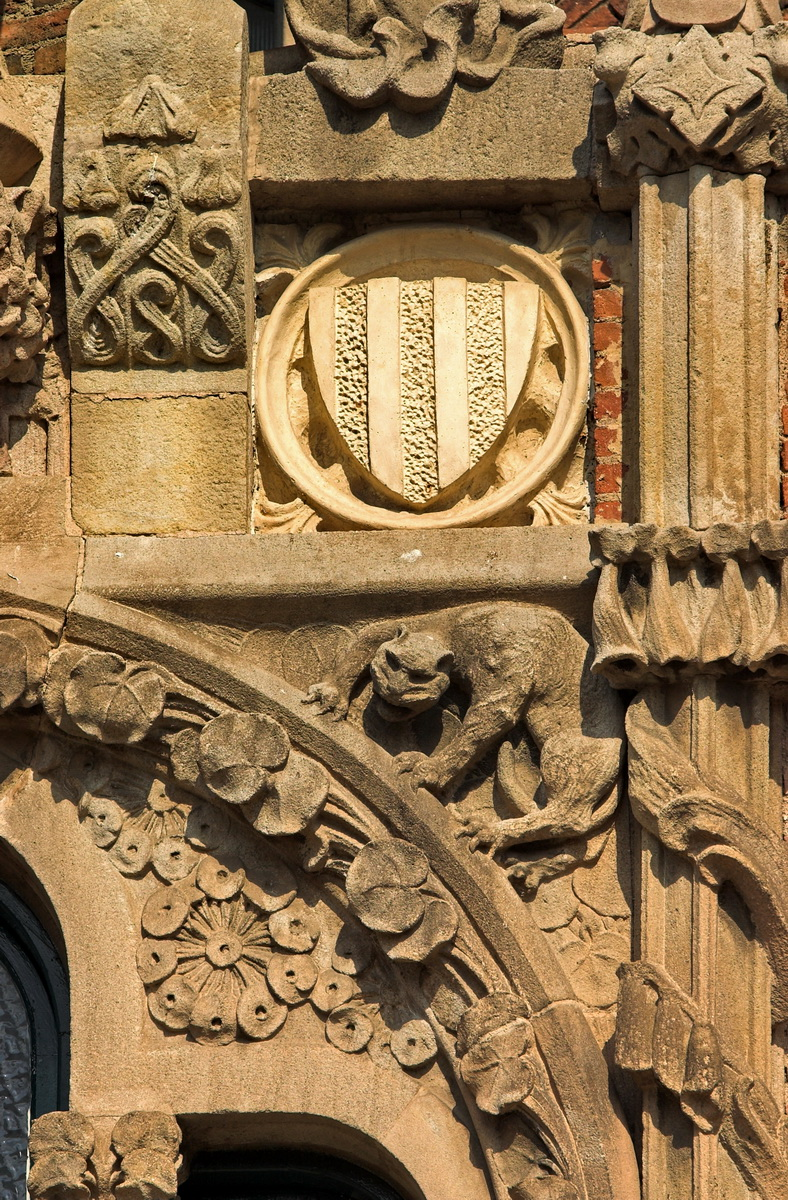
Decoració heràldica, zoomòrfica i fitomòrfica
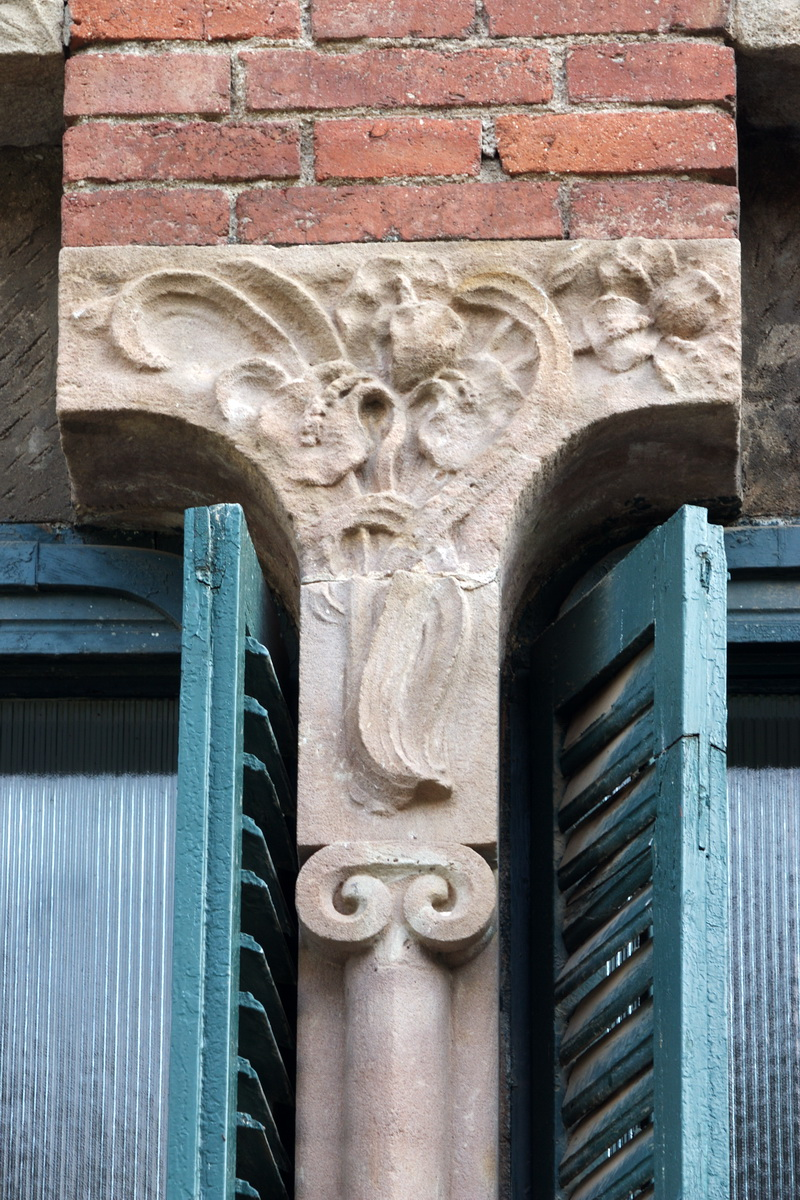
Detall floral entre finestres